# 大正製薬製品一覧
この記事は、大正製薬ブランドで現在製造している、または過去に製造していた一般用医薬品（OTC医薬品）・医薬部外品などの製品を列挙した一覧である。
以下特記のない限り、製造販売元・販売元は大正製薬が担当し、製造販売元のみ他社が担当している製品はその皆記述する。

## ドリンク剤・ビタミン剤他
※ ドリンク剤並びに「リポビタン」ブランドで発売するミニドリンク剤については、リポビタンDを参照。

### ミニドリンク剤

#### ゼナシリーズ
- ゼナF0攻力液（販売名：ゼナK）【指定医薬部外品】 - 2019年11月発売。「ゼナF0-ファースト」の処方をベースに、ニンジンエキス-Mをニンジンエキス-Pに差し替えた。
- ゼナF-II活力液【第2類医薬品】 - 2019年11月発売。「ゼナF-II」の処方をベースに、ニンジンエキス-Mをニンジンエキス-Pに差し替えるともに、ハンピチンキに替わってカシュウチンキが配合された。
- ニューゼナF-III【第2類医薬品】 - 2006年11月に従来の「ゼナ・F-III（1992年12月発売）」を処方強化。
- ゼナジンジャー滋温液【第2類医薬品】 - 2019年11月発売。「ゼナジンジャー」の処方をベースに、ニンジンエキス-Mをニンジンエキス-Pに差し替えるともに、ハンピチンキに替わってカシュウチンキが配合された。
- ゼナキング活精【第2類医薬品】 - 2020年1月発売。「ゼナキング」の処方をベースに、ジャショウシエキスをジャショウシ乾燥エキスS、ニンジンエキス-Mをニンジンエキス-P、サンヤク流エキスをサンヤク流エキス-Aにそれぞれ差し替えるとともに、カイクジン流エキスとハンピチンキに替わってシゴカ流エキスとカシュウチンキが配合された。

#### アルフェシリーズ
- アルフェネオ（販売名：アルフェN3）【指定医薬部外品】 - 2008年7月発売。2016年4月のリニューアル時に鉄分（3.5mg → 4.5mg）とビタミンB2（3mg → 10mg）を増量、カロリーを27kcalから5kcalに大幅カットし、ノンカフェイン化（従来配合していた無水カフェインを無配合化）され、販売名が「アルフェN1」に変更。2020年9月に鉄分を増量（4.5mg → 6.8mg）し、添加物からD-ソルビトールとブドウ糖を省き、カロリーを4kcalに低減、ラベルデザインを白基調に変更してリニューアルされ、販売名が「アルフェN3」へ変更された。
- アルフェミニ（販売名：アルフェM3）【指定医薬部外品】 - 1997年2月に医薬品ミニドリンク「アルフェ・ミニ」として発売。1999年9月に医薬部外品に移行、2002年3月に中身・パッケージを変更し現在の名称になった。2010年7月に「アルフェネオ」と同じラベルデザインに変更。2015年のリニューアル時にカロリーを27kcalから13kcalに50%カットし、カルシウムをグルコン酸カルシウム水和物からリン酸水素カルシウム水和物に差し替え、添加物が変更され、販売名が「アルフェM1」に変更。2020年9月に鉄分を増量（3.2mg → 4.0mg）し、添加物からブドウ糖を省き、カロリーを8kcalに低減、ラベルデザインを変更してリニューアルされ、販売名が「アルフェM3」へ変更された。

#### アニマリンシリーズ
- アニマリンA【指定医薬部外品】 - （製造販売元：大同薬品工業）

#### パブロンシリーズ
以下に述べる製品は後述する「パブロン」シリーズのようなかぜ薬ではない。また、ドラッグストアだけでなく、コンビニエンスストアやスーパーマーケットでも販売されている。
- パブロン滋養内服液アルファ（販売名：大正滋養液III）【指定医薬部外品】 - 2020年9月発売。既存の「パブロン滋養内服液」をベースに、ショウキョウをエキスから流エキスに変え（配合相当量は同一）、タイソウエキスとカンゾウエキスを増量（タイソウエキス:80mg → 120mg、カンゾウエキス:25mg → 30mg）し、添加物にグリセリンとアルコール（アルコール0.2mL以下）を加え、新効能表示に対応した製品。
- パブロン滋養内服液ゴールドA（販売名：大正滋養液IV）【指定医薬部外品】 - 2019年9月発売。既存の「パブロン滋養内服液ゴールド」をベースに、添加物にカラメルを加え、新効能表示に変更した製品。2020年9月にパッケージデザインを変更してリニューアルされた。
- パブロン滋養内服液プレミアム（販売名：大正滋養液V）【指定医薬部外品】 - 2018年9月発売。既存の「パブロン滋養内服液ゴールド」をベースに、生薬にシゴカとサンヤクを追加して10種類に増やすとともにショウキョウはエキスに流エキスを加えて増強、トウキをゴールドの流エキスからエキスSに変えて配合相当量を増量（60mg → 300mg）、タイソウエキス・ビタミンB2・ビタミンB6を増量（タイソウエキス:120mg → 300mg、ビタミンB2:5mg → 12mg、ビタミンB6:5mg → 10mg）した最上位品。2020年9月にパッケージデザインを変更してリニューアルされた。

### 滋養強壮剤
- サモンエース【第2類医薬品】 - カプセルタイプ。一度は生産中止となったが、再発売となった。再発売に際してパッケージデザインを変更し、包装体系を24カプセル、48カプセル、66カプセルの3サイズとした。なお、24カプセル/48カプセルは赤基調、66カプセルは黒基調とパッケージデザインが異なる。なお、66カプセルは2014年に製造を終了した。
- アニマリンL錠【第3類医薬品】 - 錠剤タイプ。

### 製造終了品
- ドリンク剤

タウローゼC、タウローゼD 、リポビタンC、リポビタンDエース、リポビタンDロイヤル、リポビタンD2000、リポビタンD EX、リポビタンDビビカ、アルフェVC、アルフェライト
- ミニドリンク剤
  - ゼナシリーズ

ゼナF-I【第2類医薬品】、ゼナF-II【第2類医薬品】、ゼナF-IIスペリエ、ゼナF-II DX、ニューゼナF-II【第2類医薬品】、ゼナF-IV、ゼナFXゴールド、ゼナFXロイヤル、ゼナシャイン、ゼナジンジャー【第2類医薬品】、ゼナキング【第2類医薬品】、ゼナノンカフェ【第2類医薬品】、ゼナL【第2類医薬品】、ゼナF0-I【指定医薬部外品】、ゼナF0-Iα【指定医薬部外品】、ゼナF0-II【指定医薬部外品】、ゼナF0-III【指定医薬部外品】、ゼナF0ジンジャー【指定医薬部外品】、ゼナF0-ファースト（販売名：ゼナ7）【指定医薬部外品】
  - アルフェシリーズ

アルフェ、アルフェBB、アルフェB-in【第2類医薬品】、アルフェEX【第2類医薬品】、アルフェ エフイーアップ【第2類医薬品】、アルフェ オンケア（販売名：アルフェBB）【指定医薬部外品】 、アルフェ オフケア（販売名：アルフェOC）【指定医薬部外品】
  - サモンシリーズ

サモン液、サモンローヤルゼリー内服液、サモンゴールド内服液、サモン内服液、サモンエースD、サモンキング内服液、サモン、サモンSゴールド、サモンビガ-I【第2類医薬品】
  - その他ブランド製品

リポビタンA、タウローゼ、リポビタン液、タウローゼ内服液、タウローゼS内服液、ペルモン、桃源内服液、ローヤルペルモン内服液、ローヤルペルモンドリンク、与滋元、エーベル内服液、エーベル【第2類医薬品】（製造販売元：大協薬品工業）、アニマリンM【第3類医薬品】、ナリッシュBBドリンク【指定医薬部外品】、パブロン滋養内服液（販売名：大正滋養液II）【指定医薬部外品】 、パブロン滋養内服液ゴールド【指定医薬部外品】
- ビタミン剤

ビタコリン、ビタリゲン、強力ビタリゲン、ビタミノール25、ビタミノールB12、リノックス11、ビノロン錠、レモナC、新レモナC、レモナC100、エクラットS、リノックスE、サポリス、リポビタン錠、リポビタンガム、カルシックス（Ca配合剤）、シャルム、マイフェア、アイリスエース錠、アルフェホワイト、リノックスE-ハイ、ビノロン【第3類医薬品】、サモンコンドロバイタル【第3類医薬品】（製造販売元：ジャパンメディック）
- 滋養強壮剤

サモン、サモンゴールド、サモンゴールドS、サモンG、サモンGX【第2類医薬品】、ネオネオギー、タウリンエキス、アテミス、アテミスアイアン、アテミスタウリン、アテミスヨード、アニマリンシロップ、アニマリンLシロップ

## 感冒薬・鼻炎治療薬他

### 感冒薬
- パブロン50錠【第2類医薬品】 - 2008年9月発売。当初は抗ヒスタミン薬やジヒドロコデインリン酸塩を配合しない処方のかぜ薬「パブロン50」として発売されていたが、2015年3月にデキストロメトルファン臭化水素酸塩水和物に替えて麦門冬湯乾燥エキスを配合した処方に変更してリニューアルされ、製品名を変更。2021年9月にパッケージデザインを変更してリニューアルされた。（製造販売元：ジェーピーエス製薬）
- パブロンSゴールドW【指定第2類医薬品】 - 2015年7月発売。「パブロンSゴールド」の後継製品で、アンブロキソール塩酸塩とL-カルボシステインを主成分とした処方に刷新され、錠剤タイプの「パブロンSゴールドW錠」は「パブロンSゴールド錠」の15才以上の服用量を1回3錠から1回2錠（11～14才の服用量も同様に1回2錠から1回1錠）に減らし、微粒タイプの「パブロンSゴールドW微粒」は柑橘系の風味をつけ、11～14才の服用量を「パブロンSゴールド微粒」の2/3包から1/2包に減らした。2018年5月に用法・用量が変更となり、服用年齢が12才以上に引き上げられた。
- パブロンS【指定第2類医薬品】 - 2023年8月発売。「パブロンSα」の処方をベースに、マレイン酸カルビノキサミンとビスイブチアミン（ビタミンB1誘導体）を省く代わりにアスコルビン酸カルシウム（ビタミンCカルシウム）を配合したもの。錠剤タイプは2代目製品として「パブロンS錠」の名称が復活し、75錠・135錠に加えて大容量の180錠を追加した3容量に拡充。微粒タイプは「パブロンS微粒」となる。
- パブロンエースPro-X【指定第2類医薬品】 - 2023年8月発売。「パブロンエースPro」の処方をベースに、dl-メチルエフェドリン塩酸塩を塩酸プソイドエフェドリンに差し替えたもの。錠剤タイプは「パブロンエースPro-X錠」、微粒タイプは「パブロンエースPro-X微粒」となる。
- パブロンキッズ【第2類医薬品】 - 2015年8月発売。子供用。対象年齢・鎮咳成分・有効成分の含有量が異なる3剤形をラインナップしており、シロップタイプは「パブロンキッズかぜシロップ」（対象年齢:3ヶ月～6歳）、微粒タイプは「パブロンキッズかぜ微粒」（対象年齢:1～10歳）、錠剤タイプは「パブロンキッズかぜ錠」（対象年齢:5～14歳）となる。なお、本シリーズはこれまで発売されていた「パブロンS小児液」と「パブロン<学童用>」を統合・リニューアルし、新たにシリーズ化したものである。また、「パブロンキッズかぜ錠」は包装も変更となり「パブロン<学童用>」の瓶からPTPシートとなった。2023年8月にパッケージデザインが変更され、しまじろうとのコラボレーションデザインとなった。
- パブロンゴールドA【指定第2類医薬品】 - ロングセラー製品「パブロンゴールド」の処方をベースに、去痰成分グアイフェネシンを配合。2015年7月にリニューアルし、グアイフェネシンを増量（41.67mg/3錠・1包 → 60mg/3錠・1包）する代わりに、リゾチーム塩酸塩、マレイン酸カルビノキサミン、ビスイブチアミン（ビタミンB1誘導体）を省いた処方となったほか、パッケージデザインを「パブロンSゴールドW」・「パブロンSα」と統一され、パッケージ左上に"G"が表記された。錠剤タイプは「パブロンゴールドA<錠>」、微粒タイプは「パブロンゴールドA<微粒>」となる。
- パブロンセレクトN【指定第2類医薬品】 - 2023年8月発売。はな症状用の錠剤タイプ。「パブロンメディカルN」の処方をベースに、ヨウ化イソプロパミドを追加配合したもの。包装体系は18錠のみとなった。
- パブロンセレクトT【指定第2類医薬品】 - 2023年8月発売。のど症状用の錠剤タイプ。「パブロンメディカルT」の処方をベースに、グリチルリチン酸二カリウムを追加配合したもの。包装体系は18錠のみとなった。
- 持続性パブロン錠【指定第2類医薬品】 - 2021年9月発売。「時間差アクション錠」と呼ばれる外側の黄色の速溶層と内側の白の遅溶層の3層構造とした持続性錠剤タイプ。

### 鼻づまり改善薬
- ヴイックスヴェポラッブ【指定医薬部外品】 - P&Gより事業譲受。

### 鼻炎治療薬
- クラリチンEX【第2類医薬品】 - 2017年1月発売。アレルギー専用鼻炎薬（ロラタジン配合）。2021年1月にリスク区分を変更。同年10月には大入り品の28錠が追加発売された（製造販売元：バイエル薬品）。
- パブロン点鼻【第2類医薬品】 - 点鼻薬。
- パブロン点鼻JL【第2類医薬品】 - 2010年末から店舗を拡大して発売し、一旦製造を終了していたが、2021年10月に新パッケージで再発売された。
- パブロン鼻炎アタックJL<季節性アレルギー専用>【指定第2類医薬品】 - 2018年9月発売。季節性アレルギー専用点鼻薬。噴霧後薬液が患部でジェル化する製剤設計としたもの。
- パブロン鼻炎カプセルSα【指定第2類医薬品】 - 2015年10月発売。カプセルタイプの持続性型鼻炎用内服薬。従来の「パブロン鼻炎カプセルS」からリゾチーム塩酸塩を省いた処方に変更。7～14歳用の「パブロン鼻炎カプセルSα小児用」もあり、処方変更に加え、パッケージを前述の「パブロンキッズ」シリーズと統一したデザインに変更した。

### 鎮咳去痰薬
- アスクロン【第2類医薬品】 - 微粒タイプ。2016年1月に効能変更（"ぜんそく"を"喘鳴(ぜーぜー、ひゅーひゅー)を伴うせき"に変更）に伴ってパッケージデザインをリニューアルした。
- ヴイックス メディカルトローチ【指定第2類医薬品】 - 2021年9月発売。抹茶風味のトローチタイプ。
- ヴイックス メディカルトローチL【第2類医薬品】 - 2023年6月発売。「ヴイックス メディカルトローチ」の処方をベースに、dl-メチルエフェドリン塩酸塩をフェノールフタリン酸デキストロメトルファンに差し替え、はちみつレモン味としたもの。
- パブロンSせき止め【指定第2類医薬品】 - ソフトカプセルタイプ。
- パブロンせき止め液【指定第2類医薬品】 - 2015年6月発売。シロップタイプ。（製造販売元：明治薬品）

### 口腔・咽喉薬
- ヴイックス メディケイテッド スプレー【指定医薬部外品】 - 2021年12月発売。日本国内の「ヴイックス」ブランドで初となるスプレータイプ。レモン風味で、国内製造である。（製造販売元:日本ゼトック）
- ヴイックス メディケイテッド ドロップ【指定医薬部外品】 - 2002年にP&Gより事業譲受したのど飴。その後医薬部外品→指定医薬部外品に移行している。
- パブロンうがい薬AZ【第3類医薬品】 - 2005年8月発売（製造販売元：ロートニッテン）
- パブロンうがい薬C【指定医薬部外品】 - 2021年6月発売。470ml入りの大容量ポンプタイプ（製造販売元：万協製薬）
- パブロンのどスプレー365【指定医薬部外品】 - 2006年9月発売（製造販売元：ジャパンメディック）
- パブロンのど錠【第3類医薬品】 - 2020年10月発売。チュアブル錠タイプ。

### マスク
- パブロンProtectマスク - 2022年4月発売。特殊静電フィルターを使用し、ノーズと口元空間の2つのバーを備えた4段プリーツ構造を採用。JIS規格に適合している。ふつうサイズのみとなる。
- パブロンマスク - 2020年11月発売。使い切りタイプ。製品の仕様は「パブロンマスク365」と同じだが、パッケージデザインをかぜ薬の「パブロンSゴールドW」と同じ配色（金・赤・白）に統一され、「パブロンマスク365」ではすでに製造を終了していたこども用の「キッズ」が2020年12月に追加発売された（「キッズ」では、くもり止めフィルム・樹脂製のノーズフィッターやバー(口元立体構造)が省かれる）。
- パブロンマスク365 - 使いきりタイプ。2006年11月に「イーグルマスク 使いきりタイプ」をリニューアルし、パブロンブランドの「パブロンマスク 使いきりタイプ」となった。2009年9月に医療用サージカルマスクと同じ管理で製造した日本製ワスクとして「パブロン365」シリーズに移行した。2013年9月にリニューアル。豊田中央研究所が技術開発した光触媒<V-CAT>をマスク表面に塗布し、フィルターの通気性を向上させ、耳ゴムに「スパイラルニットゴム」が採用された。サイズラインナップも従来からの「ふつうサイズ」に「やや小さめサイズ」・「キッズ」を加えた3サイズ体制となったが、2019年11月時点では「ふつうサイズ」のみとなる。

### 製造終了品
- 総合感冒薬

ベナセチン、パブロンA、パブロンB、パブロンC、強力パブロン、パブロンアンプル、強力パブロンアンプル、パブロンセーフ、パブロンジュニア、パブロンゴールド（ピリン系）、新パブロン（非ピリン系）、パブロン<顆粒>（非ピリン系）、パブロン<ゴールド>（リゾチーム塩酸塩配合）、パブロンゴールドジュニア、パブロンG（漢方含有）、パブロン三層錠、パブロンドライブ、パブロンアウェイク、パブロンP、パブロン<生姜>、パブロン<レモン>、パブロンN錠、こどもパブロンかぜ・ねつ液、パブロンエース錠【指定第2類医薬品】、パブロンエース顆粒【指定第2類医薬品】、パブロンエースAX錠【指定第2類医薬品】、パブロンエースAX微粒【指定第2類医薬品】、パブロンエースPro錠【指定第2類医薬品】、パブロンエースPro微粒【指定第2類医薬品】、パブロンSC【指定第2類医薬品】、パブロンSC錠【指定第2類医薬品】、パブロンAG錠【指定第2類医薬品】、パブロンS小児液【指定第2類医薬品】（製造販売元：明治薬品）、パブロン<学童用>【指定第2類医薬品】、パブロンN【指定第2類医薬品】、パブロンS【指定第2類医薬品】、パブロンS錠【指定第2類医薬品】、パブロンSカプセル【指定第2類医薬品】（NID(日本ドラッグチェーン)向け製品）、パブロンSα〈錠〉【指定第2類医薬品】、パブロンSα〈微粒〉【指定第2類医薬品】、パブロンSゴールド微粒【指定第2類医薬品】、パブロンSゴールド錠【指定第2類医薬品】、パブロンA【指定第2類医薬品】、パブロンA錠【指定第2類医薬品】、パブロンL【指定第2類医薬品】、パブロンメディカルC【指定第2類医薬品】、パブロンメディカルN【指定第2類医薬品】、パブロンメディカルT【指定第2類医薬品】、パブロンセレクトC【指定第2類医薬品】、パブロンタイプII微粒【指定第2類医薬品】、パブロンタイプII錠【指定第2類医薬品】、パブロンクオリティ錠【指定第2類医薬品】、パブロンクオリティ微粒【指定第2類医薬品】、パブロン50顆粒【第2類医薬品】（製造販売元：ジェーピーエス製薬）、テルミック、テルミックS、テルミックA（漢方含有）
- 鼻炎用薬

パブロンノーズ、パブロンノーズカプセル、ライナル、パブロン鼻炎カプセル、パブロン鼻炎カプセルL、こどもパブロン鼻炎液S【第2類医薬品】（製造販売元：日野薬品工業）、パブロン鼻炎カプセルS【指定第2類医薬品】、パブロン鼻炎カプセルS小児用【指定第2類医薬品】、パブロン鼻炎錠S【指定第2類医薬品】、パブロン鼻炎カプセルZ【第2類医薬品】、パブロン鼻炎速溶錠【指定第2類医薬品】、パブロン鼻炎速溶錠EX【指定第2類医薬品】、パブロン点鼻薬、パブロン鼻炎スプレー、パブロン点鼻S【第2類医薬品】、パブロン点鼻Z【第2類医薬品】、パブロン点鼻EX【第2類医薬品】、パブロン鼻炎アタック<季節性アレルギー専用>【指定第2類医薬品】、パブロン点鼻クイック【第2類医薬品】、パブロン点鼻クイックJL【第2類医薬品】、ピーキウ・エー（耳用）、ピーキウ・ビー（鼻用）、クラリチンEX QD錠【第2類医薬品】（製造販売元：バイエル薬品）
- 鎮咳去痰薬

パブロン、パブロン錠、パブロン液、ニンバス、タイタッシン、スロック錠、デミオン錠、パブロン咳止カプセル、デミオンカプセル、パブロン咳止シロップ、デミオンシロップ、強力パブロン咳止め液、せき止めパブロン液、パブロンせき止め液、パブロンゴールドせき止め液、パブロンせき止めスティックゼリー、パブロンSせき止め液、新パブロンせき止め液【第2類医薬品】、パブロンせき止め【指定第2類医薬品】、こどもパブロンせきどめ液【指定第2類医薬品】
- 喘息用薬

パブロンアスマ、喘息トンプク、強力喘息トンプク、大正強力喘息トンプク
- 塗布剤

カゼラック
- 口腔咽喉薬

パブロントローチ、パブロントローチAZ【第3類医薬品】（製造販売元：日東薬品工業）、パブロンドロップ、パブロンのどスプレー、ピゴンストリーム、大正ルゴール「ピゴン」【第3類医薬品】（製造販売元：健栄製薬）、大正歯痛液、大正歯痛軟膏、大正漢方歯痛薬、パブロンうがい薬、パブロンうがい365【指定医薬部外品】
- 手指消毒剤

パブロンハンドジェル365レモン【指定医薬部外品】、パブロンハンドジェル365【指定医薬部外品】（製造販売元：小池化学）、パブロンハンドジェル〈手指消毒〉【指定医薬部外品】（製造販売元:万協製薬）
- マスク

イーグルマスク、イーグルマスク 清潔使いきりタイプ、パブロンマスク 使いきりタイプ、パブロンマスク ガーゼタイプ

## 胃腸・整腸・便秘・痔疾用薬他
2017年10月にビオフェルミン製薬が製造する製品の販売が開始され、ラインナップが強化された。なお、製品仕様（成分、効能・効果、用法・用量、包装体系）は武田薬品工業時代から変更はなく、パッケージデザインも既存のデザインをベースに外箱パッケージ正面左上に当社の社章である「ワシのマーク」が新たに入った程度である。

### 胃腸薬
- 大正胃腸薬G【第2類医薬品】 - 2020年9月発売。微粒タイプ（制酸剤+ソファルコン配合）。後述する「アバロン」と有効成分・分量・包装体系は同一だが、添加物が変更されている。
- 大正胃腸薬K【第2類医薬品】 - 「大正漢方胃腸薬」に比べ、芍薬甘草湯エキス末を増量した漢方製剤。微粒タイプの「大正胃腸薬K」と錠剤タイプの「大正胃腸薬K<錠剤>」がある。
- 大正胃腸薬P【第2類医薬品】 - 2020年9月発売。カプセルタイプの鎮痛鎮痙胃腸薬（チキジウム臭化物配合）。後述する「ストパン」と有効成分・分量・添加物・包装体系は同一である。
- 大正胃腸薬バランサー【第2類医薬品】 - 2020年9月発売。顆粒タイプの消化酵素配合胃腸薬。後述する「バランサー胃腸薬」と有効成分・分量・添加物は同一だが、包装体系を「バランサー胃腸薬」の24包から半量の12包に減らし、メーカー希望価格が値下げされた（本体価格 1,200円→900円）。
- 大正漢方胃腸薬【第2類医薬品】 - 漢方系胃腸薬（安中散+芍薬甘草湯エキス末配合）。微粒タイプの「大正漢方胃腸薬」と錠剤タイプの「大正漢方胃腸薬<錠剤>」がある。2021年6月にリニューアル。パッケージデザインを変更するとともに、「大正漢方胃腸薬」は1包あたりの容量を少量化（1.2g → 1.08g）、「大正漢方胃腸薬<錠剤>」は錠剤の直径が小さくなった（9mm → 8mm）。
- 大正漢方胃腸薬<内服液>【第2類医薬品】 - 2001年9月発売。ドリンクタイプ（五苓散・黄連解毒湯配合）。（製造販売元：ジェーピーエス製薬）

### 便秘薬
※ コーラックについては、詳細記事を参照のこと。
- 大正漢方便秘薬【第2類医薬品】 - 大黄甘草湯製剤。2019年に白と緑基調のパッケージデザインに変更され、200錠は210錠に増量、80錠は減容し70錠となった。
- ビオフェルミン酸化マグネシウム便秘薬【第3類医薬品】 -　2021年10月発売。便秘薬で初となる酸化マグネシウム+乳酸菌を配合。（製造販売元：ビオフェルミン製薬）

### 整腸薬
- ビオフェルミンVC【第3類医薬品】 - 錠剤タイプ（ビタミン配合）。2019年10月にレモンイエロー基調にドット柄をあしらったパッケージデザインに変更するリニューアルが行われた。（製造販売元：ビオフェルミン製薬）
- ビオフェルミンぽっこり整腸チュアブルa【第3類医薬品】 - 2018年10月に「ビオフェルミンぽっこり整腸チュアブル」として発売。チュアブルタイプ。「ビオフェルミン」ブランドの販売開始後初の新製品である。2021年4月にパントテン酸カルシウム（パントテン酸カルシウム タイプS）を追加配合し、パッケージデザインを変更してリニューアルされ、製品名が変更された（製造販売元：ビオフェルミン製薬）。
- 新ビオフェルミンS【指定医薬部外品】 - 錠と細粒がある。（製造販売元：ビオフェルミン製薬）

### 止瀉薬
- ピタリット【指定第2類医薬品】 - 2003年2月発売。大人（15歳以上）専用錠剤タイプ（ロペラミド塩酸塩配合）。
- 大正下痢止め<小児用>【第2類医薬品】 - 小児用（対象年齢:3ヶ月～7歳）微粒タイプ（バナナ風味）。

### 止瀉整腸薬
2023年7月にパッケージデザインが変更され、縦型デザインとなった。
- ビオフェルミン下痢止め【第2類医薬品】 - 錠剤タイプ（製造販売元：ビオフェルミン製薬）
- ビオフェルミン止瀉薬【第2類医薬品】 - 細粒タイプ。なお、有効成分に乳酸菌の一種であるフェーカリス菌末を配合しているため、牛乳アレルギーの方は服用不可となる。（製造販売元：ビオフェルミン製薬）

### 痔疾用薬
- 坐剤
  - プリザS坐剤T【指定第2類医薬品】 - 2020年12月に「プリザS坐剤」をリニューアル。「プリザS坐剤」に配合されていたクロルヘキシジン塩酸塩が省かれ、リドカインの分量を変更（60mg→50mg）。併せて、坐剤の大きさを小さくした小型タイプとなった。
  - プリザエース坐剤T【指定第2類医薬品】 - 2012年4月発売。既存の「プリザエース坐剤」からクロルフェニラミンマレイン酸塩を省いた。
- 軟膏剤
  - プリザエース軟膏【指定第2類医薬品】 - 2012年4月にブルー基調のパッケージにリニューアル。
  - プリザエース注入軟膏T【指定第2類医薬品】 - 2012年4月発売。従来の「プリザエース注入軟膏」からクロルフェニラミンマレイン酸塩をl-メントールに変更。2021年10月に20個入りが追加発売された。また、ECサイト向けに大容量の30個入りも設定されている（製造販売元：雪の元本店）。
- クリーム剤
  - プリザSクリーム【指定第2類医薬品】 - 2020年12月発売。「プリザS軟膏」の処方をベースに、ジブカイン塩酸塩を塩酸リドカインに、クロルヘキシジン塩酸塩をセチルピリジニウム塩化物水和物にそれぞれ差し替えるとともに、フェニレフリン塩酸塩、ジフェンヒドラミン塩酸塩、アラントインを省き、剤形も痔疾用薬では珍しいクリームタイプとした製品。
- ジェル剤
  - プリザクールジェル【第2類医薬品】 - 2002年2月発売。ステロイド成分無配合。
  - プリザムズクール【第2類医薬品】 - 2023年10月発売。有効成分・添加物は「プリザクールジェル」と同一。
- 肛門清浄剤
  - プリザマイルド泡クリーン【第2類医薬品】 - 2025年3月発売。痔疾の場合の肛門の殺菌・消毒に効果を発揮する泡タイプの皮膚用薬。
- 痔疾用内服薬
  - プリザGカプセル【第2類医薬品】 - 2024年9月発売。飲みやすいソフトカプセル採用した内服タイプの痔疾用薬。

### 店舗限定品
- 新ビオフェルミンSプラス【指定医薬部外品】 - 「新ビオフェルミンS」にロンガム菌が追加配合された処方強化版。錠と細粒があり、錠は一部包装の内容量が増量（350錠→360錠、540錠→550錠）された（製造販売元：ビオフェルミン製薬）。

### 製造終了品
- 総合胃腸薬

ベルナーゼ、ベルナーゼAC、パレンA/B/D、パレン二重錠、ゾン錠、ゾン、大正胃腸薬、新大正胃腸薬、大正健胃胃腸薬、ビオフェルミン健胃消化薬錠【第3類医薬品】（製造販売元：ビオフェルミン製薬）、バランサー胃腸薬【第2類医薬品】（製造販売元：パナケイア製薬）、バランサー健胃錠【第3類医薬品】（販売店限定品）
- 胃腸薬（漢方含有製剤）

ラステ顆粒/錠、ラステ内服液、大正中薬胃腸薬、大正胃腸薬内服液、大正胃腸ドリンク、大正胃腸内服液【指定医薬部外品】（製造販売元：日野薬品工業）、大正漢方胃腸薬「爽和(さわわ)」微粒【第2類医薬品】、大正漢方胃腸薬「爽和」錠剤【第2類医薬品】、大正漢方胃腸薬アクティブ<微粒>【第2類医薬品】、大正漢方胃腸薬アクティブ<錠剤>【第2類医薬品】
- 胃腸薬（制酸薬主剤）

パレンC、大正エスブロック液
- 胃腸薬（胃粘膜修復薬主剤）

アバロンS錠【第2類医薬品】、アバロン【第2類医薬品】
- H2ブロッカー胃腸薬

大正エスブロックZ、アバロンZ【第1類医薬品】、大正胃腸薬Z【第1類医薬品】
- 胃腸鎮痛鎮痙薬

パボラン錠、パボランカプセル、リンデル錠、リンデルカプセル、ストパン【第2類医薬品】
- 芳香性健胃薬

エッセンス・ピュア
- 便秘薬

ナリス、パージロン錠、薬局浣腸、プリザ漢方内服薬【第2類医薬品】、ビオフェルミン便秘薬【第2類医薬品】（製造販売元：ビオフェルミン製薬）
- 止瀉薬

大正下痢止め<錠剤>【第2類医薬品】
- 止瀉整腸薬

イヤスミン（止瀉薬）、ベリエント、ナリス整腸薬、ビオリスC（医薬部外品）、大正下痢止め錠、大正止瀉薬<錠剤>
- 痔疾用坐剤

ヂノス、パイオジン坐薬、パイルス坐薬、プリザ坐薬、プリザコーチゾン坐薬、プリザ、プリザS【指定第2類医薬品】、プリザS坐剤【指定第2類医薬品】、プリザエース、プリザSハイ【指定第2類医薬品】、プリザエース坐剤【指定第2類医薬品】
- 痔疾用軟膏

ヂノス軟膏、パイオジン軟膏、パイルス軟膏、プリザ軟膏、新プリザ軟膏、プリザコーチゾン軟膏、プリザS軟膏【指定第2類医薬品】、プリザSハイ軟膏【指定第2類医薬品】、プリザエース注入軟膏【指定第2類医薬品】（製造販売元：雪の元本店）。
- 痔疾用内服薬

プリザ錠、プリザカプセル、プリザSカプセル、プリザ漢方内服薬【第2類医薬品】
- 肛門清浄剤

プリザクリーン、プリザクリーンS、プリザクリーンエース

## 解熱鎮痛剤
- ナロンエースT【指定第2類医薬品】 - 2016年10月に「ナロンエース（1990年発売）」をリニューアル。錠剤を小粒・薄型化し、それに伴って外箱もスリム化。包装体系も見直され、「ナロンエース」から継承した24錠と、「ナロンエース」から増量した新容量の48錠と84錠を加えた3容量に整理。2021年4月にパッケージデザインが変更された。
- ナロンエースプレミアム【指定第2類医薬品】 - 2021年4月発売。「ナロンエースプラス」の処方をベースに、イブプロフェンとエテンザミドを高配合（プラス:144mg/84mg(2錠中) → プレミアム:150mg/500mg(2錠中)）し、ブロモバレリル尿素と無水カフェインを省いて眠気を起こす成分（鎮静成分）を無配合としたもの。
- ナロンLoxy（ロキシー）【第1類医薬品】 - 2020年3月発売。ロキソプロフェンナトリウム配合のバニラ風味の錠剤（チュアブル錠ではなく、製剤技術により速溶性を高めた錠剤）。発売当初はスギ薬局・クスリのアオキ限定だったが、2021年4月に薬剤師が常駐する全国のドラッグストア（総合スーパーの医薬品コーナーを含む）に拡大して発売された。
- ロキソプロフェンT液【第1類医薬品】 - 2020年3月発売。OTC医薬品の解熱鎮痛薬で初のワンショット液タイプ（ロキソプロフェンナトリウム配合）。発売当初はクスリのアオキ限定だったが、2021年9月に薬剤師が常駐する全国のドラッグストア（総合スーパーの医薬品コーナーを含む）に拡大して発売された（製造販売元:日医工）。
- ナロンm【第2類医薬品】 - 2022年10月発売。アセトアミノフェンに胃粘膜保護成分のグリシンや2種類のビタミン（ビタミンB1・ビタミンB2）を配合したもの。
- ナロン錠【指定第2類医薬品】 - 1960年に「ナロン」シリーズの初代製品として発売しているが、現行仕様の製品は1977年に発売されたもので、処方が異なる。2003年にパッケージデザインが変更されている。
- ナロン顆粒【指定第2類医薬品】 - 1977年発売。2003年にパッケージデザインが変更されている。
- こどもパブロン坐薬【第2類医薬品】 - 子供用の解熱用坐剤。
- 大正トンプク【指定第2類医薬品】 - 微粒タイプ。製品名にある「トンプク」とは、症状のある時に一時的に用いる薬である「頓服（とんぷく）薬」からとったもの。

### 製造終了品
ナロン内服液、ナロン（※）、ナロンカプセル、ナロンジュニア、ナロンS、小児用ナロン、小児用ナロン液、ナロン坐薬、ナロンエース【指定第2類医薬品】、ナロンフレッシュC、ナロンエースロイヤル頭痛薬【指定第2類医薬品】、ナロンエースR【指定第2類医薬品】、ナロンメディカル【指定第2類医薬品】、ナロンA【指定第2類医薬品】、ナロンエースプラス【指定第2類医薬品】、ニューロフェン、頭痛トンプク「ソナタ」、強力頭痛トンプク、歯痛トンプク、メンデルス
※「ナロン」は1967年に発売された後、1984年に処方変更された2代目製品として発売された

## 乗物酔い薬他

### 乗物酔い薬
- センパア Kidsドリンク【第2類医薬品】 - 2015年9月発売。「センパアドリンク」をベースに有効成分の配合量を減らし、ぶどう風味としたドリンクタイプ（服用年齢3才～10才）。
- センパアPro【指定第2類医薬品】 - 2023年4月発売。「ダブルモーション錠」と呼ばれる2層錠タイプで、後述する「センパア・QT」の処方に、アミノ安息香酸エチル、ピリドキシン塩酸塩（ビタミンB6）、無水カフェインを追加してシリーズ内で最多となる5種類に強化したもの（服用年齢15才以上）。
- センパア・QT【第2類医薬品】 - 速溶錠タイプ（服用年齢15才以上）。2015年9月に添加物にビタミンEを加え、パッケージデザインをリニューアルした。
- センパアQT<ジュニア>【第2類医薬品】 - 2003年2月発売。「センパア・QT」をベースに有効成分の配合量を減らし、いちご風味とした速溶錠タイプ（服用年齢5才～14才）。2015年9月に添加物にビタミンEを加え、紫色系のパッケージデザインにリニューアルした。
- センパア トラベル1【第2類医薬品】 - 2015年9月発売。チュアブル錠タイプ（グレープフルーツ風味）。服用年齢が7才以上のため、中央に割線がある。2018年3月にパッケージデザインを変更してリニューアルされた。
- センパア ドリンク【第2類医薬品】 - 2015年9月発売。スコポラミン臭化水素酸塩水和物を「センパア液」よりも高配合（0.1mg/1本→0.16mg/1本）するとともに、クロルフェニラミンマレイン酸塩を配合したグレープフルーツ風味のドリンクタイプ（服用年齢11才以上）。
- センパア プチベリー【第2類医薬品】 - 2015年9月発売。小型チュアブル錠タイプ（いちご風味、服用年齢3才以上）。2018年3月にパッケージデザインを変更してリニューアルされた。
- センパア ラムキュア【第2類医薬品】 - 2019年3月発売。チュアブル錠タイプ（ぶどう風味、服用年齢5才以上）。

### 睡眠改善剤
- ネオデイ【指定第2類医薬品】 - 2007年3月発売

### 製造終了品
強力センパア、センパア顆粒、センパアA、デイナイト、センパアジュニア、こどもセンパア、センパア内服液【第2類医薬品】、こどもセンパア液【第2類医薬品】、センパア【第2類医薬品】、センパアS【第2類医薬品】、こどもセンパアS【第2類医薬品】、センパア液【第2類医薬品】、こどもセンパアS液【第2類医薬品】、ビゾン、イヤスミン錠、ピロン、ピロン内服液、コピン、新コピン内服液、センパア内服液、こどもセンパア液、レスティ顆粒、レスティ錠、アオーク

## 内臓脂肪減少薬・中性脂肪異常改善薬
- アライ【要指導医薬品】 - 2024年4月発売。オルリスタットを主成分とするカプセルタイプの内臓脂肪減少薬。医療機関を通さずに直接販売するダイレクトOTCである関係上、18才以上の成人で、腹囲（へその高さ）が一定サイズ以上あり、食事や運動といった生活習慣の改善の取り組みを行っていることなど、条件を付けて販売している。なお、「alli」はHaleonグループの商標である。
- エパデールT【第1類医薬品】 - 2013年4月発売。持田製薬が発売する高脂血症・閉塞性動脈硬化症治療剤「エパデール」のスイッチOTC品で、主成分のイコサペント酸エチルを配合（日本薬局方 イコサペント酸エチルカプセル）。なお、厚生労働省の指示に従って行われる適正使用調査を実施する関係で、当面は調査実施店（認定薬剤師がいる薬局など）のみの取り扱いとなる。2019年4月にOTC医薬品分類が変更された（製造販売元：持田製薬）。

## 外用鎮痛・消炎剤
2013年10月に株式会社トクホンが製造する外用鎮痛消炎剤の販売を当社に移管。ラインナップの強化が行われたが、その後、ラインナップが整理され、「トクホン」ブランドを中心としたラインナップとなった。
- トクホン【第3類医薬品】 - 1933年発売。プラスター剤（サリチル酸メチル配合）・高爽快感タイプ。40枚・80枚・140枚の3容量が設定されている。2004年からは紺色のパッケージとなったが、2012年4月にブルー基調をベースに製品特徴が記載されたパッケージデザインにリニューアルされ、大正製薬への販売移管時もそのままのデザインで踏襲されている。2019年には箱の中に封入されていた携帯袋が省かれた。また、販売移管時にラインナップされていた中判と大判はその後製造終了し、普通判のみのラインナップとなった。2023年春にパッケージデザインが変更され、「トクホンE」とパッケージデザインが統一された。（製造販売元：トクホン）
- トクホンE【第3類医薬品】 - 1995年発売。プラスター剤（サリチル酸グリコール配合）・爽快感タイプ。本品では基布の色がモカピンク色となる。通常品はグリーンのパッケージだが、WINグループ（ココカラファインヘルスケアなど）向けではピンクパッケージ仕様となるほか、NID（日本ドラッグチェーン会）向けの別パッケージ品があった。2023年春にパッケージデザインが変更され、「トクホン」とパッケージデザインが統一された。（製造販売元：トクホン）
- トクホンエース【第3類医薬品】 - 1981年発売。プラスター剤（サリチル酸グリコール配合）・冷感タイプ。1999年のリニューアル時に「トクホンエースAX」に改名していたが、2003年のリニューアルで再び元の名称となる。（製造販売元：トクホン）
- トクホンエースホット【第3類医薬品】 - 1982年発売。プラスター剤（サリチル酸グリコール配合）・温感タイプ。発売当初は「トクホンエース<H>」として発売し、1999年のリニューアル時に「トクホンエースAX-H」に改名。2003年のリニューアルで現在の製品名となる。（製造販売元：トクホン）
- トクホン ダッシュエアロ【第3類医薬品】 - スプレー剤（サリチル酸グリコール配合）。2010年5月に「トクホンVダッシュ【第3類医薬品】」をリニューアル。（製造販売元：トクホン）。
- トクホンチールA（販売名：チールA）【第3類医薬品】 - 1990年発売。液剤（サリチル酸グリコール配合）・すっきり爽快タイプ。2007年にパッケージデザインを変更し、100mlに大容量化。（製造販売元：トクホン）
- メンフラA【第3類医薬品】 - プラスター剤（サリチル酸メチル配合）・温感タイプ。「メンフラ」のリニューアル品で、長らく販売されてきたが、新たに取り扱いを開始した「トクホン」への移行に伴い、現在は120枚入りのみの設定となる。（製造販売元：大協薬品工業）
- 新トクホンチール【第3類医薬品】 - 2001年発売。液剤（サリチル酸グリコール配合）・刺激じんわりタイプ。2008年にパッケージデザインを変更。（製造販売元：トクホン）

### 販売店限定品
- トクホンチールOX（販売名：チールOX）【第3類医薬品】 - 「トクホンチールA」の処方をベースに、ビタミンE酢酸エステルを省く代わりにサリチル酸メチルとdl-カンフルを追加するとともに、ノニル酸ワニリルアミドの含有量を増量したもの。ハピコム向けに販売されている。（製造販売元：トクホン）

### 製造終了品
大正製薬移管前に製造を終了した「トクホン」ブランドの製品はトクホンを参照。
- ハップ剤

大正ハップ（塗布用）、ベラホス（塗布用）、メンフラハップ、大正楊冷元、メンフラアイス<80>、メンフラホット、メンフラホット-ハイ、メンフラクール、メンフラハップ<IM>、レバックスハップ、レバックスホット、レバックスアイス<80>、メンフラ・クール<IM>、メンフラホット<IM>、メンフラアイスα<IM>【第2類医薬品】（製造販売元：帝國製薬）、メンフラホットα<IM>【第2類医薬品】（製造販売元：帝國製薬）、メンフラアイス<IM（販売店限定品、製造販売元：帝国製薬）、メンフラホット・ハイ<IM>【第2類医薬品】（販売店限定品、製造販売元：帝國製薬）、トクホンハップ薄のび冷【第3類医薬品】（製造販売元：東光薬品工業）、トクホンハップ（冷）【第3類医薬品】（製造販売元：トクホン）、トクホンハップ（温）【第3類医薬品】（製造販売元：トクホン）
- テープ剤

メンフラ フェルビナク【第2類医薬品】（製造販売元：共立薬品工業）、メンフラ フェルビナク<温感>【第2類医薬品】（製造販売元：共立薬品工業）、ジクロテクトテープ【第2類医薬品】（製造販売元：同仁医薬化工）、ジクロテクトPROテープ【第2類医薬品】（製造販売元：同仁医薬化工）、ジクロテクトテープL【第2類医薬品】（製造販売元：同仁医薬化工）、ジクロテクトPROテープL【第2類医薬品】（製造販売元：同仁医薬化工）、トクホンLoxyテープ【第2類医薬品】（製造販売元：同仁医薬化工）、トクホンLoxyテープL【第2類医薬品】（製造販売元：同仁医薬化工）。
- プラスター剤/シップ剤

メンフラ、メンフラ大判、メンフラ中判、カプシプラスト、カプシプラスト<肌色>、メンフラピタエース、メンフラ<IM>、トクホンヘクトメタシン【第2類医薬品】（製造販売元：トクホン）、トクホンフェルビナプラスター【第2類医薬品】（製造販売元：トクホン）、トクホン Aroma R【第3類医薬品】 （製造販売元：トクホン）、トクホン Aroma S【第3類医薬品】（製造販売元：トクホン）、トクホン クリア【第3類医薬品】（製造販売元：トクホン）
- スプレー剤

メンフラゾル、レバックスIC、メンフラアイススプレー、ジクロテクトPROスプレー【第2類医薬品】（製造販売元：同仁医薬化工）
- 液剤

ゴールデンリッカ、メンフラリッカ、メンフラローション、ジクロテクトローション【第2類医薬品】（製造販売元：同仁医薬化工）、ジクロテクトPROローション【第2類医薬品】 （製造販売元：同仁医薬化工）、トクホンチールAX（販売名：チールAX、製造販売元：トクホン）
- 軟膏剤

メンフラゲル、メンフラクール軟膏、ジクロテクトゲル【第2類医薬品】（製造販売元：同仁医薬化工）、ジクロテクトPROゲル【第2類医薬品】（製造販売元：同仁医薬化工）
- 固形剤

メンフラスティック
- スポーツ用応急冷却剤

アキレスコールドスプレー

## 水虫治療薬・皮膚治療薬他

### 水虫治療薬
- ダマリンL【第2類医薬品】 - クリームタイプの「ダマリンL」と液体タイプの「ダマリンL液」がある。
- ダマリングランデX【指定第2類医薬品】 - 2013年3月発売。従来の「ダマリングランデ」の処方に殺菌成分のイソプロピルメチルフェノールを追加し、l-メントールを増量したもの。
  - ダマリングランデX
  - ダマリングランデX液
- ダマリングランデ【指定第2類医薬品】 - 以下の製品は「ダマリングランデX」の発売に伴い、2013年に同製品とデザインを統一したパッケージにリニューアルしている。
  - ダマリングランデパウダースプレー - 2010年1月発売
  - ダマリングランデアイススプレー - 2011年1月発売
- ダマリンパウダースプレーDX【指定第2類医薬品】 - 2013年4月発売。パウダースプレータイプ「ダマリングランデパウダースプレー」と同一処方ながら、水色を基調としたパッケージデザインとなっており、外装フィルムを外すと白を基調としたデザインとなる。

### 皮膚治療薬
- クリニラボ VIOLAO(ヴィオラオ)ケア【第2類医薬品】 - 2023年10月発売。鎮痒消炎薬（製造販売元:新新薬品工業）
- クリニラボ へパラボ【第2類医薬品】 - 2022年4月発売。ヘパリン類似物質にアラントインとトコフェロール酢酸エステルを配合した皮膚用薬。乾燥肌の治療に向けた製品だが、しもやけ（ただれを除く）、きず・やけどのあとの皮ふのしこり・つっぱり（顔面を除く）、打身・ねんざ後のはれ・筋肉痛・関節痛も効能として記載されている。チューブ入りのクリームとボトル入りのローションの2剤形がある。（製造販売元:万協製薬）
- クリニラボ メディロイドPVAクリーム【指定第2類医薬品】 - 2024年4月発売。プレドニゾロン吉草酸エステル酢酸エステルを主成分に4つの有効成分が配合されたクリームタイプの湿疹・皮膚炎用薬。ツルハホールディングスの店舗及びAmazon.co.jp・楽天での発売。（製造販売元:万協製薬）
- クリニラボ メディロイドVS軟膏【指定第2類医薬品】 - 2024年4月発売。ベタメタゾン吉草酸エステルを主成分とする軟膏タイプの湿疹・皮膚炎治療薬。ツルハホールディングスの店舗及びAmazon.co.jp・楽天での発売。（製造販売元:ジャパンメディック）

### 絆創膏
- キズガード - 現在はレギュラーサイズのみ（製造販売元・製造元：東洋化学）。

### 製造終了品
※絆創膏の製造終了品は「医療用具・衛生材料など」を参照
- 水虫用薬

デルマリンC、ダマリンC、強力ダマリンC、水虫ダマリン、水虫ダマリンチンキ、水虫ダマリンパウダー、水虫ダマリンゾル、大正タムシチンキ、大正水虫軟膏、大正水虫チンキ、大正水虫パウダー、大正水虫軟膏S、大正水虫チンキS、大正水虫パウダーS、ダマリン液（スイッチOTC）、ダマリン（スイッチOTC）、ダマリンIC、ダマリンクールパウダー、ダマリンクールスプレー、ダマリンLハイ、ダマリンL液ハイ、ダマリンS液【第2類医薬品】、ダマリンS【第2類医薬品】、ダマリンパウダースプレー、ダマリンアイススプレー【第2類医薬品】、ダマリンエース【指定第2類医薬品】（製造販売元：杏林製薬）、ダマリンエース液【指定第2類医薬品】、ダマリングランデ液【指定第2類医薬品】、ダマリングランデ【指定第2類医薬品】、ダマリングランデスプレー【指定第2類医薬品】
- 皮膚用薬

デルマリンA、デルマリンB、ダマリンA、ダマリンB、ダマリンD、強力ダマリン、ダマリンS、ダマリンコーチゾン、ダマリンクリーム、エマゼンコーチゾン、エマゼンデキサ、新エマゼン、エマゼンJ、エマゼンソフト、コルデール軟膏、コルデールG軟膏、フルゾン軟膏、エクラットクリーム、エマゼンローション【指定第2類医薬品】、エマゼンクリーム【指定第2類医薬品】、エマゼン軟膏【指定第2類医薬品】
- 皮膚病内服治療剤

シドンS、シドンシロップ（小児用）、アレスト錠、アレストシロップ
- 角皮症治療薬

ヒルダーム
- 陰のう湿疹用薬

エピファ
- 外傷･化膿性皮膚疾患用薬

マーレン軟膏、新マーレン（基準変更）、マーレン、マーレンS【第2類医薬品】、ニューマーレン【第2類医薬品】
- かゆみどめ薬

イーメン、イーメンゾル、イーメン軟膏、イーメンハイ、イーメンゼリー、イーメンクール、イーメンつぶ入り、イーメンアイススプレー、ベナセS軟膏（→イーメンクリーム）、ペラゴン、ペラゴンクリーム、デリトリーナ【第2類医薬品】
- 皮膚軟化薬

コーンプラスト、コーンパット<大正>
- にきび用薬

エクニールローション
- 殺菌消毒薬

ソルバミン、オキシドール｢ルア｣、アクリガーゼ｢ハイマン｣、消毒用アルコール｢レイ｣、マーキュロクロム液｢マロウ｣、大正ヨーチン
- 液体絆創膏

アーチスキン【指定医薬部外品】

## 口唇・口内炎治療薬他

### 口唇ヘルペス再発治療薬
- ヘルペシアクリーム【第1類医薬品】 - 2012年10月に「ヘルペシア軟膏」をリニューアルした。この製品はグラクソ・スミスクラインが医療用に発売している「ゾビラックス軟膏5%」をスイッチOTC化したもの。同社子会社のグラクソ・スミスクライン・コンシューマー・ヘルスケア・ジャパン（元々同社から発売されていたが、2016年に移管）では「アクチビア軟膏」の名称で発売している。

### 口内炎・舌炎治療薬
- 口内炎パッチ大正A【第3類医薬品】 - 1994年1月発売。2019年10月に大容量の20枚入りが追加発売された。（製造販売元：帝國製薬）
- 口内炎パッチ大正クイックケア【指定第2類医薬品】 - 2014年2月発売（製造販売元：帝國製薬）
- 口内炎軟膏大正A【第3類医薬品】 - 2014年2月発売
- 口内炎軟膏大正クイックケア【指定第2類医薬品】 - 2015年3月発売
- 大正口内炎チュアブル錠【第3類医薬品】 - 2019年4月発売

### 口中・口唇薬
- レビオ【第3類医薬品】 - 液タイプ。

### 製造終了品
- 口中・口唇薬

レブリーリップ、レブリークリーム、口内炎パッチ「大正」、大正口内軟膏【第2類医薬品】

## 漢方・生薬製剤
- コリッシュ【第2類医薬品】 - 2013年9月発売。「治肩背拘急方（ちけんぱいこうきゅうほう）」製剤、顆粒タイプ（製造販売元：ジェーピーエス製薬）。

### 通販限定品
以下の製品は「大正製薬ダイレクト」限定発売。
- テイシ防風通聖散【第2類医薬品】 - 2020年12月発売。オレンジのパッケージの錠剤タイプ。なお、当社が発売する防風通聖散エキス錠は「taisho漢方セレクション」の一製品として販売先を限定して発売されていた「大正防風通聖散エキス錠」以来となる。
- 大正 当帰芍薬散エキス錠 - 2023年7月発売。レッドのパッケージの錠剤タイプ。「テイシ防風通聖散」同様、「taisho漢方セレクション」の一製品として販売先を限定して発売されていた「大正当帰芍薬散エキス錠」以来の製品となる（製造販売元:ウチダ和漢薬）。
- 本草八味地黄丸料エキス錠-H【第2類医薬品】 - 2020年12月発売。ブルーのパッケージの錠剤タイプ（製造販売元：本草製薬）。
- 本草ヨクイニン錠S【第3類医薬品】 - 2020年12月発売。ピンクのパッケージの錠剤タイプ（製造販売元：本草製薬）。
- 本草大柴胡湯エキス錠【第2類医薬品】 - 2022年1月発売。ベージュのパッケージの錠剤タイプ（製造販売元：本草製薬）。

### 製造終了品
- taisho漢方セレクション

大正大柴胡湯エキス錠【第2類医薬品】、大正防風通聖散エキス錠【第2類医薬品】、越婢加朮湯エキス錠【指定第2類医薬品】（製造販売元：ジェーピーエス製薬）、大正桂枝茯苓丸エキス錠【第2類医薬品】、大正当帰芍薬散エキス錠【第2類医薬品】、大正苓姜朮甘湯エキス錠【第2類医薬品】
- 上記以外のブランド

プリザ漢方内服薬【第2類医薬品】（製造販売元：松浦薬業）、メモリーケア【第3類医薬品】

## 目薬
- アイリス フォン ブレイク【第2類医薬品】 - 2021年10月発売。現行の「アイリス」シリーズ内で最も清涼感が強いタイプ。（製造販売元：テイカ製薬）
- アイリス フォン リフレッシュ【第2類医薬品】 - 2021年10月発売。清涼感が持続するタイプ。（製造販売元：テイカ製薬）
- アイリスネオ【第3類医薬品】 - 2001年2月発売。清涼感タイプの「アイリスネオ<クール>」とマイルドタイプの「アイリスネオ<ソフト>」の2種類。（製造販売元：テイカ製薬）
- アイリス50【第3類医薬品】 - 2007年5月発売。清涼感タイプの「アイリス50クール」とマイルドタイプの「アイリス50」の2種類がある。
- アイリス40【第3類医薬品】（製造販売元：テイカ製薬）
- アイリスCL-Iネオ【第3類医薬品】 - 1本使い切りタイプの涙液型目薬。（製造販売元：ファーマパック）
- 抗菌アイリス使いきり【第2類医薬品】 - 1本使いきりタイプの抗菌目薬。
- 新サルファグリチルアイリス【第2類医薬品】 - 抗菌目薬（製造販売元：テイカ製薬）
- アイリスAGガード【第2類医薬品】 - アレルギー専用点眼薬。「アイリスアレスト」の実質的な後継製品である。
- アイリスガードP【第2類医薬品】 - 2006年1月発売。プラノプロフェン製剤。（製造販売元：テイカ製薬）
- アイリスAGクール【第2類医薬品】 - 2004年11月発売（製造販売元：テイカ製薬）
- アイリスAGユニット【第2類医薬品】 - 2005年12月発売。1本使いきりタイプ。（製造販売元：ファーマパック）
- アイリス【第3類医薬品】（製造販売元：テイカ製薬）
- こどもアイリス【第3類医薬品】（製造販売元：テイカ製薬）

### 店舗限定品
- 抗菌アイリス【第2類医薬品】 - 1997年5月発売。1回使いきりタイプの抗菌目薬。「抗菌アイリスα」→「抗菌アイリス使いきり」に移行後も、ハピコム（旧イオン・ウエルシア・ストアーズ）のプライベートブランド商品として引き続き発売している。（製造販売元：ファーマパック）
- アイリスPC【第3類医薬品】 - 2007年3月発売。一度製造が終了されていたが、2019年にパッケージデザインを刷新し、販売店限定品として復活している。

### 製造終了品
コカホ、パール、アーガス、アーガスダイアジン、アーガスビューティー、アーガスエース、アイリス目薬、アイリスプラス、アイリスビューティー、新アイリスビューティー目薬、アイリスクリーン、アイリスゴールド、アイリスソフト、ホワイトアイリス、アイリスノア、サルファアイリス、サルファアイリスG、サルファグリチルアイリス、大正サルファ目薬、大正目薬、新大正目薬、アイリスAG-I、TM-Cアイリス、アイリスモーニング、アイリスナイト、こどもアイリスS、アイリスアレスト（製造販売元：ノバルティス ファーマ）、アイリスCL【第3類医薬品】（2006年2月発売、製造販売元：日本点眼薬研究所(現:ロートニッテン)）、抗菌アイリスα【第2類医薬品】（2002年5月発売、製造販売元：ファーマパック）、アイリスRinc【第2類医薬品】（製造販売元：テイカ製薬）、ホワイトアイリスフレッシュ【第2類医薬品】（2005年2月発売、製造販売元：テイカ製薬）、アイリスゴールド40【第3類医薬品】、アイリスカップ、洗顔アイリス

## 膣カンジダ再発治療薬
- メディトリート【第1類医薬品】 - 2008年10月発売。膣坐剤タイプ（持田製薬が発売する医療用医薬品「フロリード膣坐剤100mg」のスイッチOTC品）。
- メディトリートクリーム【第1類医薬品】 - 2009年3月発売。OTC医薬品の膣カンジタ再発治療薬では初めてのクリームタイプ（持田製薬が発売する医療用医薬品「フロリードDクリーム1%」のスイッチOTC品）。

## ヘアケア用品

### 男性用発毛剤
- リアップ【第1類医薬品】 - 1999年6月発売。（「リアップ」は日本で初めて医療用の販売を経ずに一般用医薬品として発売する製品で、「ダイレクトOTC」と呼ばれている。）2002年10月にはミノキシジル製剤としては世界初となる大容量・120ml入りを追加発売。2020年1月に容器形状を変更するなどパッケージデザインが変更された。
- リアップEXジェット【第1類医薬品】 - ジェット噴射タイプの発毛剤。既存の「リアップジェット」にフレッシュペアの香りを付加したもの。当初はECサイト専売品だったが、2021年10月に店頭販売が開始された。
- リアップX5プラスネオ【第1類医薬品】 - 2020年4月発売。「リアップX5プラスローション」の処方をベースに、グリチルリチン酸、ピリドキシン塩酸塩、ヒノキチオールを追加配合したもの。
- リアップジェット【第1類医薬品】 - 2012年12月発売。ジェット噴射タイプの発毛剤。2019年11月にパッケージデザインが変更された。

### 育毛剤
- フレッシュリアップHOGSPA【医薬部外品】 - 2023年3月に「フレッシュリアップ薬用育毛トニック（2004年6月発売）」を赤キャップの「スマッシュショット」に改名してリニューアルするとともに、弾力ヘッドタイプの青キャップ「ソフトケンザン」、炭酸ガスで泡が出るタイプの黄キャップ「バブルスパーク」を追加し、3タイプに細分化された。

### 男性用ヘアケア用品
- ブラックウルフ - 2021年10月発売。黒髪のケアに特化したヘアケアシリーズ。2022年10月にはシャンプーとコンディショナーにつめかえ用が追加発売された。
  - ボリュームアップ スカルプシャンプー（製造販売元：メディコス製薬）
  - ボリュームアップ スカルプコンディショナー（製造販売元：メディコス製薬）
  - リフレッシュ スカルプシャンプー（製造販売元：メディコス製薬）
  - リフレッシュ スカルプコンディショナー（製造販売元：メディコス製薬）
  - スカルプエッセンス - 風呂上りに使用する頭皮用美容液（製造販売元：コスメナチュラルズ）
- リアップ - 2020年4月に「リアップX5プラスネオ」と同時に発売された男性向けヘアケアシリーズ。以下の製品には「リアップ」シリーズの発毛剤に配合されている有効成分であるミノキシジルは配合されていないため、製品パッケージや製品情報サイト等にその旨が記されている。
  - スカルプシャンプー【医薬部外品】 - 薬用シャンプー。「プレリアップスカルプシャンプー」にも配合されていたピロクトンオラミンに加え、グリチルリチン酸ジカリウムを有効成分として配合した。（製造販売元：東洋ビューティ）
  - ヘアコンディショナー【医薬部外品】 - 薬用コンディショナー。「プレリアップヘアコンディショナー」にも配合されていたピロクトンオラミンに加え、グリチルリチン酸ジカリウムを有効成分として配合した。（製造販売元：東洋ビューティ）
  - スムースリンスインシャンプー - 「プレリアップリンスインシャンプー」にも配合されていた海藻エキスに加え、アミノ酸、ビタミン、生姜エキス（ショウガ根茎エキス）を保湿剤として配合した。（製造販売元：東洋ビューティ）
  - モイストスカルプスプレー - 「プレリアップマッサージトニックEX」の後継製品

### 女性用発毛剤
- リアップリジェンヌ【第1類医薬品】 - 2011年11月発売。日本初となる女性用発毛剤であった「リアップレディ」の後継製品である。2020年10月にパッケージデザインを刷新し、男性用の「リアップX5プラスネオ」と同形状の白容器に変更してリニューアルされた。

### 店舗限定品
- リアップエナジー - 2017年11月に発売されたスカルプケアシリーズ。2018年10月のリニューアル時に「スカルプシャンプー」に皮膚コンディショニング成分のタウリンと、保湿成分のオウレン・オウバクを配合するとともに、サリチル酸を全製品に、グリチルリチン酸ジカリウムを「スカルプパックコンディショナー」にそれぞれ有効成分として配合され、医薬部外品へ移行。2020年4月のリニューアル時に従来「薬用スカルプパックコンディショナー」に配合されていたグリチルリチン酸ジカリウムを「薬用スカルプシャンプー」にも配合、保湿成分のワレモコウエキスとイチョウエキスを全製品に配合するとともに、使用感の改良や香りの変更も行った。2022年2月に全面的な処方改良を行いリニューアルされた。「大正製薬ダイレクト」や一部ECサイトでの取り扱いとなる。
  - PROTECT シャンプー【医薬部外品】 - 超脂性肌用の「ストロングオイリー」、脂性肌用の「オイリー」、乾燥肌用の「ドライ」の3種類を設定する
  - PROTECT パックコンディショナー【医薬部外品】
  - PROTECT トライアルセット【医薬部外品】 - 2020年4月発売。「PROTECT シャンプー オイリー」と「PROTECT パックコンディショナー」のミニボトル（28ml）をセットにした製品。製品の全面リニューアルに合わせ、2022年3月にリニューアルされた。

### 通販限定品
- リアップX5【第1類医薬品】 - 2009年6月発売。男性用発毛剤。「リアップX5プラスローション」の発売に伴い一度製造を終了していたが、2019年にECサイト専売製品としてパッケージデザインを変更して再発売された。
- 美柑の雫（みかんのしずく）【医薬部外品】 - 2021年3月発売。甘草由来のグリチルリチン酸ジカリウム、センブリエキス、ニンジンエキスを有効成分として配合し、シリコン、パラベン、着色料、タール系色素、鉱物油、紫外線吸収剤、サルフェート（硫酸系界面活性剤）をフリーとしたミストスプレータイプの女性用育毛剤。150ml入りに加え、トライアルサイズの28mlも設定される。「大正製薬ダイレクト」限定発売。
- RE ドライシャンプー OIL OFF - 2023年4月発売。男性向けドライシャンプー。Amazon・Raktenでの取り扱いとなる。
- ブラックウルフ - 2021年10月発売。以下の製品は「大正製薬ダイレクト」やAmazon・Raktenでの取扱となる。2022年10月にシャンプーとコンディショナーにつめかえ用が追加発売された。
  - プレミアム スカルプシャンプー（製造販売元：メディコス製薬）
  - プレミアム スカルプコンディショナー（製造販売元：メディコス製薬）
  - プレミアム スカルプエッセンス - 風呂上りに使用する頭皮用美容液（製造販売元：コスメナチュラルズ）
  - ヘアカラートリートメント - シャンプー後に使用するトリートメントで、ダメージ補修機能と使う度に少しずつ色がつくカラーリング機能を兼ねる。カラーはナチュラルブラックとナチュラルブラウンの2色。（製造販売元：メディコス製薬）
- リジェンヌ マイバイタル - 2023年3月に従来の「リジェンヌ」を光文社が出版している美容雑誌「美ST」とのコラボレーションにより全面刷新され、大正製薬の公式ECサイト（TAISHO BEAUTY ONLINE・大正製薬ダイレクト）及びAmazon・Rakten専売品へ移行された。
  - シャンプー - リニューアルに伴い、内容量が増量（300ml→400ml）され、ポンプタイプとなった。（製造販売元:山田製薬）
  - トリートメント

### 製造終了品
- 医薬品発毛剤

リアッププラス【第1類医薬品】、リアップX5プラスローション【第1類医薬品】、リアップレディ【第1類医薬品】
- 育毛剤

フレッシュリアップ薬用育毛トニック【医薬部外品】
- ヘアケア用品

プレリアップクレンジング（製造販売元：ポーラ化成工業）、プレリアップスカルプシャンプー【医薬部外品】（製造販売元：アリエ）、プレリアップヘアコンディショナー【医薬部外品】（製造販売元：アリエ）、プレリアップリンスインシャンプー（製造販売元：エクスプレステージ）、プレリアップマッサージトニックEX、プレリアップLスカルプシャンプー、プレリアップLヘアコンディショナー、プレリアップLボリュームアップミスト、リジェンヌシャンプー【医薬部外品】（製造販売元：アリエ）、リジェンヌコンディショナー【医薬部外品】（製造販売元：アリエ）、リジェンヌシャンプー（製造販売元：山田製薬）、リジェンヌトリートメント（製造販売元:山田製薬）、リアップエナジー ストロングオイリーシャンプー、リアップエナジー オイリーシャンプー、リアップエナジー ドライシャンプー、リアップエナジー パックコンディショナー、リアップエナジー 薬用スカルプシャンプー【医薬部外品】（製造販売元：東洋ビューティ）、リアップエナジー 薬用スカルプパックコンディショナー【医薬部外品】（製造販売元：東洋ビューティ）
※過去には「ノイス」というブランドがあり、ヘアトニック・ヘアリキッド・ポマードを発売していた。

## 食品・飲料他

### Livita（リビタ）
2003年2月に立ち上げた食品のトータルブランド。Life Vitality Supportからとったもの。なお、商品名には原則「Livita」は記載されない（一部商品にはカタカナで商品名に「リビタ」をつけている）。また、店頭だけでなく、通信販売「大正製薬ダイレクト」でも取り扱っている（「コレスケアキトサン青汁」、「リビタ大麦若葉青汁」は通信販売では取り扱っていない）。

#### 機能性表示食品
- グルコケア タブレット（粒タイプ） - 2020年3月発売。ナリンジンを機能性関与成分として含有。
- グルコケア 粉末スティック - 2005年10月に『グルコケア「粉末スティック」』として発売。スティック包装の粉末緑茶（難消化性デキストリン(食物繊維)を機能性関与成分として含有）。2018年12月に「食後の血糖値の上昇が気になる方に」から「食後血糖値が気になる方の糖の吸収を抑え食後血糖値の上昇を抑制する」に改め、特定保健用食品から機能性表示食品へ移行し、製品名から鍵括弧が無くなり、包装体系を30袋のみに集約してリニューアルされた。
- グルコケア 粉末スティック 濃い茶 - 2015年4月発売。既存の「グルコケア 粉末スティック」に比べて茶葉量を2倍にして濃縮したもの。「グルコケア 粉末スティック」同様、2018年12月に「食後の血糖値の上昇が気になる方に」から「食後血糖値が気になる方の糖の吸収を抑え食後血糖値の上昇を抑制する」に改め、特定保健用食品から機能性表示食品へ移行してリニューアルされた。
- コレスケア キトサン青汁 - 2008年10月発売。スティック包装の粉末青汁（キトサンを機能性関与成分として含有）。2018年12月にパッケージデザインを変更。2019年9月に「コレステロールが気にかる方に」から「LDL（悪玉）コレステロールが高めの方のLDL（悪玉）コレステロールを低下させる」に改め、特定保健用食品から機能性表示食品へ移行してリニューアルされた。
- コレス&ミドルケア さらっとおいしい青汁 - 2023年4月発売。スティック包装の粉末青汁（ザクロ果皮抽出物由来エラグ酸を機能性関与成分として含有）。
- コレス&ミドルケア タブレット（粒タイプ） - 2018年12月に「コレス&ミドルケア タブレット(粒タイプ)W」として発売。2020年5月に機能性関与成分をアフリカマンゴノキ由来エラグ酸からリコピンとDHA・EPAに、剤形を粒からソフトカプセルにそれぞれ変更して「コレス&ミドルケア カプセルW」に改名。2023年4月に機能性関与成分をザクロ果皮抽出物由来エラグ酸に変更、剤形が粒に戻りリニューアルされた。
- ナチュラルケア タブレット（粒タイプ） - 2018年12月発売。以前発売されていた「ナチュラルケア タブレット」と異なり、ヒハツ由来ピペリンを機能性関与成分として含有しており、チャック付パウチ包装としている。
- ナチュラルケア 粉末スティック<ヒハツ> - 2016年9月発売。スティック包装の粉末緑茶（ヒハツ由来ピペリンを機能性関与成分として含有）。2018年12月にパッケージデザインを変更し、包装体系を30袋に集約してリニューアルされた。
- ファットケア スティックカフェ モカ・ブレンド - 2012年7月に「ファットケア スティックカフェ」として発売。スティック包装の粉末コーヒー（コーヒー豆由来マンノオリゴ糖を機能性関与成分として含有）。2019年10月に「体脂肪が気になる方に」から「BMIが高めの方のおなかの脂肪やウエストサイズ 体脂肪率を低下させる」に改めて機能性表示食品へ移行し、使用するコーヒー豆をブラジル産アラビカ種・インドネシア産ロブスタ種中心からエチオピア産モカ中心（コーヒー豆中の割合40%）に変更。製品名も変更してリニューアルされた。
- ファットケア タブレット（粒タイプ） - 2018年12月発売。葛の花由来イソフラボン（テクトリゲニン類として）を機能性関与成分として含有。
- プリンケア タブレット（粒タイプ） - 2020年3月発売。アンセリンを機能性関与成分として含有。
- プレミアムケア 粉末スティック - 2022年4月発売。既存の「グルコケア 粉末スティック」と「ナチュラルケア 粉末スティック<ヒハツ>」の機能を一つにしたスティック包装の粉末緑茶（難消化性デキストリン(食物繊維)とヒハツ由来ピペリンを機能性表示食品として含有）。
- 快眠ケア カプセル - 2021年3月発売。クロセチンとGABAを機能性関与成分として含有。
- 食後の血糖値が気になる方のためのタブレット（粒タイプ） - 2018年12月発売。サラシア由来サラシノールを機能性関与成分として含有。
- 瞳ケア カプセルa - 2021年3月発売。アスタキサンチンを機能性関与成分として含有。
- 免疫ケア - 2022年10月発売。キリンホールディングスが開発したプラズマ乳酸菌を機能性関与成分として含有するスティック包装の粉末緑茶。

#### 低カロリー甘味料
「パルスイート」は味の素が発売しているが、内容量は同社発売品と異なる。
- パルスイート - 2009年8月に果物や野菜に含まれるアミノ酸の一種アラニンとアミノ酸が結合されたポリグルタミン酸を配合しリニューアル。袋入りが200g、スティックが100本と味の素発売品（袋入り:120g、スティック:60本）に比べ約1.7倍の大容量となっている。
- パルスイートカロリーゼロ - 2012年8月にリニューアル。袋入りが170g、スティックが80本と味の素発売品に比べ、袋入りは約1.2～2.4倍（味の素発売品は70gと140gの2容量）、スティックは約2.7倍（味の素発売品は30本）の大容量となっている。
- パルスイートカロリーゼロ液体タイプ - 2007年5月発売。2012年8月にパッケージリニューアル。内容量は300gと600gで、味の素発売品に比べ、小サイズ（200g）で1.5倍、大サイズ（350g）で約1.7倍の大容量となっている。

#### 栄養補助食品
- グルコサミン トリプルプラス - 2019年10月発売。粒タイプ。従来発売されていた「リビタ グルコサミンプラス」の実質的な後継製品で、西洋ハーブのデビルズクローが省かれる代わりに、アンセリン（魚肉抽出物）、L-バリン、L-ロイシン、L-イソロイシンを追加配合。包装も箱入の個包装からチャック付パウチ包装に替わり、希望小売価格が値下げ（消費税抜 2,800円→1,200円）された。
- ファイバープラスケア - 2018年1月発売。食物繊維と乳酸菌が配合された粉末青汁。2019年4月に乳酸菌をグループ会社であるビオフェルミン製薬の乳酸菌に変更し、オレンジ基調のパッケージデザインに変更してリニューアルされた。
- リビタ大麦若葉青汁 - 2007年3月発売

#### ナチュラルウォーター
- リビタ天然水 - 2007年7月発売。グループ会社である養命酒製造の駒ヶ根工場で採水とボトリングが行われている。

### ヘルスマネージ
2006年9月に立ち上げた健康食品ブランドで、通信販売「大正製薬ダイレクト」で発売されている。

#### 特定保健用食品
- ヘルスマネージ 大麦若葉青汁 キトサン - 2015年12月発売。2018年10月にA4サイズ同等の薄型ボックスに変更してリニューアルされた。
- 血中中性脂肪が高めの方の緑茶 - 2017年3月発売
- 食後の血糖値が気になる方の緑茶 - 2017年3月発売

#### 機能性表示食品
- おなかの脂肪が気になる方のタブレット（粒タイプ）a - 2018年9月に「おなかの脂肪が気になる方のタブレット（粒タイプ）」として発売。2022年1月に「日常生活活動時や運動時のエネルギー消費を高めるのを助ける」の機能性表示を追加してリニューアルした。
- コレステロールや中性脂肪が気になる方のタブレット(粒タイプ) - 2018年11月に「中性脂肪やコレステロールが気になる方のタブレット（粒タイプ）」として発売。2020年5月のリニューアル時に剤形をタブレットからソフトカプセルに変え、機能性関与成分をアフリカマンゴノキ由来エラグ酸からリコピンとDHA・EPAに変更され「コレステロールや中性脂肪が気になる方のカプセル」に改名。2023年2月に剤形がタブレットに戻り、機能性関与成分がザクロ果皮抽出物由来エラグ酸に変更され、製品名も変更してリニューアルされた。
- コレステロールや中性脂肪が気になる方の青汁 - 2023年2月発売
- 空腹時血糖値が気になる方のタブレット（粒タイプ） - 2020年3月発売
- 血圧が高めの方のタブレット（粒タイプ） - 2017年2月発売
- 血圧が高めの方の健康緑茶 - 2018年6月発売
- 食後の血糖値が気になる方のタブレット（粒タイプ） - 2018年7月発売
- 睡眠サポートカプセル - 2021年2月発売
- 大正ブルーベリー ヒトミクリア - 2019年9月発売。「大正ブルーベリー」をビルベリー由来アントシアニンを機能性関与成分とする機能性表示食品とし、チャック付パウチ包装としたもの。
- 大正ロコフル - 2022年4月発売。N-アセチルグルコサミンを機能性関与成分として含有。
- 大正 大麦若葉青汁 難消化性デキストリン - 2012年8月に特定保健用食品の「ヘルスマネージ 大麦若葉青汁 難消化性デキストリン」として発売。2023年8月に機能性表示食品に移行するとともに、「BMIが高めの方の内臓脂肪を減らす」の機能性表示を追加してリニューアルされた。
- 尿酸値が高めの方のタブレット（粒タイプ） - 2020年4月発売
- 免疫機能サポート - 2022年10月発売。キリンホールディングスが開発したプラズマ乳酸菌を機能性関与成分として含有するタブレット。

#### 栄養機能食品
- 11種のマルチビタミンサプリ - 2021年4月発売
- 5種のマルチミネラルサプリ - 2021年4月発売
- フラバンエイジ - 2009年6月発売
- 大正カルシウム&コラーゲン SOY - 2023年6月発売

#### 栄養補助食品
- からだ環境青汁 - 2006年9月発売
- ヘルスマネージ 乳酸菌青汁 - 2018年3月発売。発売当初はチャック付パウチ包装としていたが、2020年にビオフェルミン製薬製のビフィズス菌を追加し、外装をA4サイズ同等の薄型ボックスに変更するリニューアルが行われた。（製造所：東洋新薬）
- 大正DHA・EPA - 2014年1月発売。ソフトカプセルタイプ。
- 大正カキエキス - 2019年3月発売
- 大正グルコサミン - 2008年2月発売。2018年10月にA4サイズ同等の薄型ボックスに変更してリニューアルされた。
- 大正グルコサミン コンドロイチン&コラーゲン - 2011年10月発売。「大正グルコサミン」にコンドロイチンを含有するサメ軟骨抽出物とコラーゲンペプチドを追加配合したもの。2019年にA4サイズ同等の薄型ボックスに変更してリニューアルされ、サメ軟骨抽出物から豚軟骨エキスに変更された。
- 大正グルコサミン パワープラス - 2016年10月発売。「大正グルコサミン」にII型コラーゲンを含有する鶏軟骨抽出物、コンドロイチンを含有するサメ軟骨抽出物、アンセリン、L-バリン、L-ロイシン、L-イソロイシン、ビタミンDを追加配合したもの。2018年10月にA4サイズ同等の薄型ボックスに変更してリニューアルされ、サメ軟骨抽出物から豚軟骨エキスに変更された。
- 大正セサミン - 2020年7月発売。ボトル入りのゴマ加工食品。
- 大正ユーグレナ - 2022年3月発売。株式会社ユーグレナとのコラボレーション製品で、ユーグレナに加え、クロレラとスピルリナも配合している。

#### 食品
- にごり酢の恵み - 2021年1月発売。にごり酢由来の酪酸菌を含有するソフトカプセル。
- NMN taisho - 2023年3月発売。NMN（β‐ニコチンアミドモノヌクレオチド）、レスベラトロール、エラグ酸、ビタミンB群（B1・B2・B6）を含有するタブレット。1日摂取目安量である3粒ずつ封入された分包タイプ。

### その他ブランドの食品
ヴイックスのど飴はヴイックス メディケイテッド ドロップを参照。

#### 清涼飲料水
- アルフェ
  - ビューティーコンク〈ドリンク〉W - 2020年3月に「ビューティーコンク〈ドリンク〉」として発売。コラーゲンや鉄分などが配合されたピンク基調のデザイン。2022年10月にレモンバームエキス末を追加、マスカット果汁(2%)を加えてリニューアルされ、製品名が変更された。
  - ホワイトプログラム〈ドリンク〉W - 2019年7月の一部店舗での先行発売を経て2020年3月に「ホワイトプログラム」として発売。コラーゲン・鉄分・プラセンタなどが配合された白基調のデザイン。2021年3月に鉄分（クエン酸鉄アンモニウム）を追加し、コラーゲンペプチドとプラセンタエキス純末の配合量を2倍に増やしてリニューアルされ、製品名を「ホワイトプログラムP」に変更。2022年10月にレモンバームエキス末を追加、レモン果汁(4%)を加えてリニューアルされ、製品名が再度変更された。

#### 栄養補助食品
以下の製品は通信販売限定である。製品により取り扱い先が異なる。
- 「大正製薬ダイレクト」取扱品
  - しなやかライフベースサプリメント - 2016年10月発売。レスベラトロール含有食品。
  - 黒糖大豆たんぱく - 2020年5月発売。大豆たんぱくをはじめ、大麦・あわ・ひえ・きび・タカキビ・紫黒米・米粉の7種類の穀物から得られた多穀麹や黒糖を配合した粉末タイプの大豆たんぱく加工食品。
  - 乳酸菌が入ったごぼう茶 - 2020年6月発売。ごぼうと乳酸菌を配合したルイボスブレンド茶（湯出し専用ティーバッグタイプ）。
- 「TAISHO Beauty Online」取扱品
  - ベジ抹茶 - 2018年10月発売。スティック包装の粉末美容飲料。
- ECサイト（Amazon.co.jp・楽天市場等）取扱品
  - ビオフェルミンヨーグルト味かむサプリ - 2020年10月発売。ビフィズス菌含有食品。（販売者：ビオフェルミン製薬）

#### 栄養機能食品
- ミナルギン MENSDRINK - 2023年10月発売。ミニドリンクタイプ（清涼飲料水）。
- アルフェ - 以下の製品はスティック包装のパウダータイプで、そのまま飲むことが可能である。
  - ビューティーコンク〈パウダー〉 - 2020年3月発売。コラーゲンと鉄を含有するピンクのパッケージ。ピーチ味（国産桃果汁12%使用）。2021年3月に30袋のパッケージデザインを変更してリニューアルされた。
  - ディープエッセンス〈パウダー〉 -　2021年3月発売。セラミドと鉄を含有するブルーのパッケージ。白ぶどう&レモン味（マスカット果汁9%使用）
  - ホワイトプログラム〈パウダー〉 - 2021年3月発売。プラセンタエキスと鉄を含有するホワイトのパッケージ。グアバ&パッションフルーツ味（パッションフルーツ果汁5%使用）

#### その他食品
以下の製品はすべて「大正製薬ダイレクト」限定発売
- ミナルギンDX - 2020年11月発売。L-アルギニン含有食品
- ALFE GRACE（アルフェ グレイス） - 2021年3月に立ち上げた「ALFE」のエイジング世代向け派生ブランド。
  - Lifternal（リフターナル） - スティックパウダータイプのコラーゲンペプチド含有食品
  - Moisternal（モイスターナル） - スティックパウダータイプのセラミド含有米抽出物加工食品
- ALFE RICHGRACE（アルフェ リッチグレイスa） - 2021年5月発売。小型パウチタイプの37%ぶどう果汁入りゼリー飲料。1箱8袋入り。

### 製造終了品
- Livita

コレスケア【特定保健用食品】、コレスケア ネオ【特定保健用食品】、グルコケア【特定保健用食品】、グルコケア緑茶【特定保健用食品】、ナチュラルケア ブレンド茶、ナチュラルケア 緑茶<GABA>【特定保健用食品】、ナチュラルケア 粉末スティック<GABA>【特定保健用食品】、ナチュラルケア タブレット【特定保健用食品】、ナチュラルケア ヒハツ茶【機能性表示食品】、コレス&ミドルケアタブレット（粒タイプ）W【機能性表示食品】、ミドルケア 粉末スティック【特定保健用食品】、プリンケア 粉末スティック【機能性表示食品】、ドゥファイバー【特定保健用食品】、ドゥーファイバー 粉末スティック<グアーガム>【特定保健用食品】、べにふうき粉末緑茶（3万個の数量限定販売）、アンセリン粉末緑茶、広東美人、リビタQ10緑茶、リビタ純粋玄麦黒酢、リビタQ10タブレット、リビタ グルコサミンプラス、パルスイート ポケット、減塩習慣、減塩習慣しょうゆ（製造者：ヤマサ醤油）、さくっとベジタブル、さくっとベジタブル チョコ風味
- その他ブランド

大正粉末オレンジジュース、大正粉末パインジュース、ゲートレード、ビオディナ（栄養素食品）、サントジェン（栄養素食品）、ビスマート、ビスリーナ、ファイバッキー、ファイバルーン、Caまるごとウエハース、ピオタップC100、Cクール、パッション、まむしファイト、ふくろうキャンディ、タイロップ、大正製薬ハーブのど飴、パブロンのおいしいビタミンタブレット（販売先限定）、パブロンのおいしいジンジャータブレット（販売先限定）、パルスイート1/60、ピオタップ、カフェイン180、カフェイン180 カロリーゼロ、アニエルショット10、密-hisoca-、密-hisoca- スティック、めぐり美人、めぐり美人 ストレートタイプ、めぐり美人 月のリズム、コバラサポート（ゆず風味/グレープフルーツ風味/マスカット風味/もも風味/りんご風味）、コバラサポート コラーゲンin ヨーグルト風味、コバラサポート ふくらみplus（白桃風味/キウイ&パイン風味）、コバラサポートR、ライジン、ライジン グリーンウィング、ライジン パープルウィング、RAIZIN（DRY/MILD/ZERO/HARD GINGER/FRUITY THUNDER/GOLD FREE/SUMMER(期間限定品)/CLEAR(期間限定品)/MOJITO(期間限定品)/ROSSO(期間限定品)/SWEETY RED(期間限定品)/HONEY LEMON(期間限定品)/SAKURA(期間限定品)/TROPICAL CRUSH(セブン-イレブン限定品)）、orinasu（Beauty active/Calm beauty）、アルフェ ディープエッセンス〈ドリンク〉W
- 通信販売限定品

からだ健康ダイエット バランス食（こだわり素材のドリンク/彩り野菜のスープ）、からだ健康ダイエット 燃焼の一本 KOKOZO（ココゾ）、からだ環境 燃焼の六粒（発売当初は「からだ健康ダイエット 燃焼の六粒」の製品名だったが、2011年のパッケージリニューアルに伴い改名）、ナリッシュ美望活彩 サプリメント、和漢の活力、大正グルコサミン 溶かして飲むタイプ、大正ブルーベリー、大正ビオディ、大正カルシウム&コラーゲン MBP、ヘルスマネージ 明日葉青汁 キトサン【特定保健用食品】、コレスサポート【特定保健用食品】、中性脂肪やコレステロールが気になる方のタブレット(粒タイプ)【機能性表示食品】、コレステロールや中性脂肪が気になる方のカプセル【機能性表示食品】、ひとつぶ酵素、ぎゅっとまとめてミライノキレイ、ローヤルゼリープラセンタ、ビオフェルミン乳酸菌サプリメント（販売者：ビオフェルミン製薬、製造所：日本タブレット）

## 日焼け止め・スキンケア用品

### 日焼け止め用品
- コパトーン シークレットチェンジUV（SPF50+/PA++++） - 2022年2月発売。色補正効果（メイクアップ効果）を備えたジェルタイプ。「イエローベルベット」、「スイートローズ」、「マシュマロホワイト」、「ミスティグリーン」、「ロイヤルブルー」の全5色。
- コパトーン シャイニィスムースパウダー（SPF3） - 2022年2月発売。パフ付の仕上げ用フェイスパウダー。
- コパトーン プロテクションUVプラス ミルク（SPF50+/PA++++） - 2020年2月発売。顔・からだ用ミルクタイプ（製造販売元：アイ・エー・シー）。

### 日焼け用品
- コパトーン ゴールデンタンオイルフリーローション（SPF4） - ローションタイプ（製造販売元：アリエ）。
- コパトーン タンニングウォーター SPF2 - トリガースプレー式のウォータータイプ。2020年2月に1回使い切りタイプの3包入りが追加発売された（SPF2、製造販売元：アリエ）。
- コパトーン タンニングウォーター SPF4 - トリガースプレー式のウォータータイプ。2020年2月に1回使い切りタイプの3包入りが追加発売された（SPF4、製造販売元：アリエ）。
- コパトーン トロピカルサンドフリー ハワイ（SPF2） - オイルタイプ。（製造販売元：アリエ）。

### クールローション
- コパトーン クールローション（SPF8） - 2021年2月発売。クールタイプのUVケアウォーター。ブリーズウェーブ、フレッシュミント、グレイスシトラス、ブルームアップルの4種類。

### アフターケア用品
- コパトーン アフターサン オイルフリージェル - 日焼け肌用保湿ジェル。発売当初はボトル入りだったが、大正製薬への移管時にチューブ入りにリニューアルされた（製造販売元：アリエ）。

### スキンケア
- クリニラボ ヘパリオモイストバリア【医薬部外品】 - 2022年4月発売。チューブ入りのハンドクリーム（製造販売元:日本コルマー）。

### 通信販売限定品
以下の製品は「TAISHO BEAUTY ONLINE」限定。「アドライズ」は2020年1月より「大正製薬ダイレクト」でも取り扱われている。2022年4月にドクタープログラムを吸収合併したことで、同社のブランド「トリニティーライン」の取り扱いを開始した（販売自体は2019年10月の販売サイト統合により「TAISHO BEAUTY ONLINE」での取り扱いを開始している）。
- THE MYTOL ESSENCE（ザ マイトル エッセンス）【医薬部外品】 - 2022年4月発売。洗顔後に使用する先行美容液。付替え用レフィルも設定される。
- アドライズ
  - アクティブアイクリーム【医薬部外品】 - 2020年10月発売
  - アクティブクリーム【医薬部外品】 - 2019年5月発売
  - アクティブクレンジングミルク　- 2019年5月発売
  - アクティブフェイスウォッシュ - 2019年5月発売
  - アクティブローション【医薬部外品】 - 2019年5月発売
  - アクティブローション ディープモイスト【医薬部外品】 - 2019年10月発売
  - エッセンスグローマスク - 2020年4月発売
  - モイスチュアナイトジェル【医薬部外品】 - 2021年12月発売

### 製造終了品
- 日焼け止め用品

「UVカットスプレー」、「パーフェクトUVカットスプレー」、「アロマエッセンスUV スプレー」、「キレイ魅せUV マシュマロ肌」を除く以下の全製品は全てアイ・エー・シーに製造を委託していた。
コパトーン UVカットミルクモイスト（SPF50/PA++）、コパトーン UVカットミルクI（SPF50/PA+++）、コパトーン UVカットミルクII（SPF50/PA+++）、コパトーン UVカットミルクIII（SPF40/PA+++）、コパトーン パーフェクトUVカットジェルクリームI（SPF50+/PA++++）、コパトーン パーフェクトUVカットジェルクリームII（SPF50+/PA++++）、コパトーン パーフェクトUVカットジェルクリームIII（SPF50+/PA++++）、コパトーン パーフェクトUVカットクリーム（SPF50+/PA++++）、コパトーン UVカットスプレー（SPF30）、コパトーン UVカットミルクC（コンビニエンスストア向け、SPF50/PA+++）、コパトーン パーフェクトUVカットミルクI（SPF50+/PA++++）、コパトーン パーフェクトUVカットミルクII（SPF50+/PA++++）、コパトーン パーフェクトUVカットミルクIII（SPF50+/PA++++）、コパトーン パーフェクトUVカットジェルクリーム（SPF50+/PA++++）、コパトーン パーフェクトUVカットスプレー（SPF50+/PA++++、製造販売元：小池化学）、 コパトーン アロマエッセンスUV スプレー（SPF50+/PA++++、製造販売元：小池化学）、コパトーン UVカットミルクマイルド（SPF32/PA+++）、コパトーン キレイ魅せUV マシュマロ肌（SPF50+/PA++++、製造販売元：日本色材工業研究所）、コパトーン キレイ魅せUV キラキラ肌（SPF50+/PA++++）、コパトーン キレイ魅せUV なめらか肌（SPF50+/PA++++）、コパトーン キレイ魅せUV ほそみせ肌（SPF50+/PA++++）
- 日焼け用品

コパトーン トロピカルウォータープルーフローション、コパトーン トロピカルサンドフリー ドライオイル、コパトーン タンニングスプレー SPF4
- アフターケア用品

コパトーン アフターサン クリアシート（製造販売元：明星産商）
- スキンケア

レアール、薬用ナリッシュTAISHO（フェイスウォッシュ/モイストウォーター/ミルキーローション/クリーム）【医薬部外品】、リビタQ10クリーム、リビタQ10ブライトニングエッセンス、大正ベビーパウダー、エデス、エクニール、ダマリン石鹸、エマゼン石鹸、薬用エマゼンソープ、大正ベビーバス、大正透明石鹸「プレミン」、レアール石鹸、エキシンスプレー（制汗剤）、足もとサラリマン、足もとフレッシュマン、デピラ（脱毛剤）、ジュベ シェービングフォーム、クレアレス（染毛料）
- 通信販売限定品

ナリッシュ美望活彩（クレンジングクリーム/洗顔フォーム/化粧水/乳液/美容液/美白美容液【医薬部外品】/ナイトクリーム）、アドライズ アクティブソープ、アドライズ オーバーナイトジェル

## オーラルケア用品

### ハミガキ
- 歯周・口腔用デントウェル（販売名：デントウェル薬用VC-4）【医薬部外品】（製造販売元：日本ゼトック）

### ハブラシ
- 歯科用デントウェル歯ブラシ - ヘッドサイズはコンパクトと超コンパクトの2サイズがある。従来の「デントウェルII歯ブラシ」・「デントウェルII歯ブラシC」をリニューアルし、すべての毛にねじれ加工を施した。
- 歯医者さんW植毛
- 歯医者さんレディ - 女性向け3列植毛・コンパクトヘッドタイプ。6種類のハンドル柄と2種類のハンギングボールの組み合わせで12通りのデザインがある。
- 歯医者さん乳幼児 - 0～3歳用・コンパクトヘッドタイプ（仕上げみがき兼用）。
- 歯医者さんようちえん - 3～6歳用・コンパクトヘッドタイプ（仕上げみがき兼用）。
- 歯医者さん小学校 - 6～12歳用・コンパクトヘッドタイプ。
- 歯医者さん150 山状タイプ
- 歯医者さん150 フラットタイプ

※ 最近は「歯医者さん」シリーズのパッケージの正面下に大正製薬のオーラルケアブランド「デントウェル（一部製品は「DENT WELL」）」が記載されている。

### 製造終了品
- ハミガキ

イーグル薬用歯磨、大正薬用歯みがき、大正タバコ歯みがき、大正ソルト歯みがき、セレナ、薬用イーグル、デントウェル［薬用］VC（2代目製品とは別）、デントウェルII［薬用］VC、デントウェルII［薬用］VC ハーバルミント、デントウェルIII［薬用］VC（クールミント、ローズヒップ）、デントウェル［薬用］CR、デントウェル［薬用］VC（2代目製品、販売名：デントウェル薬用VC-5）【医薬部外品】
- 液体ハミガキ

デントウェルマウスウォッシュ【医薬部外品】
- ハブラシ

大正歯ブラシシリーズ、大正電動歯ブラシ、デントウェル歯ブラシ、デントウェルIIハブラシ、デントウェルIIハブラシC、歯医者さん250-3、歯医者さん250-4、歯医者さん150、歯医者さん150U
- 歯間清掃具

デントヘルスIIVC&歯間ブラシ、デントウェル歯間ブラシ、デントヘルスIIVC&デンタルフロス、デントウェルデンタルフロス
- その他

オーラルサワー、ピオ、ピオスプレー、ピオタイム1/2、ビオスプレー（フレッシュミント、クールミント）、デントウェルマウススプレー【医薬部外品】（製造販売元：日本ゼトック）、デントウェル ポスカ【特定保健用食品】

## 医療用具・衛生材料など
以下の製品は通信販売「大正製薬ダイレクト」のみで扱う。
- 大正ひざサポーター - 2013年12月発売。ひざ用サポーター。ひざのお皿部分の周囲に「パテラライン」を装備した「日常生活用」と、ひざのお皿部分の周囲に「パテラコンプレッションパッド」と「ひざ上圧着ベルト」を装備した「ウォーキング・運動用」の2タイプをラインナップする。

### 検査キット
- 血液検査キット
  - 健康チェッカー『生活習慣』（販売名:デメカル血液検査セットFF）【管理医療機器】 - 2007年4月に「健康チェッカー」として発売。本品では配送料、検査センターへの送料、検査分析・検査結果メール及び郵送通知・検査データ管理の費用が検査キットの代金に含まれている。2021年2月に尿検査キット2種の発売に伴ってパッケージデザインを一新するリニューアルが行われ、製品名が変更された。
- 尿検査キット
  - 健康チェッカー『骨質』 - 2021年2月発売。骨質の指標の一つであるペントシジンの測定を行うキット。
  - 健康チェッカー『腸内環境』 - 2021年2月発売。インドールが肝臓で代謝されたインドキシル硫酸の尿中濃度を測定し、腸内環境を検査するキット。
- 抗原検査キット
  - Panbio COVID-19 Antigen ラピッド テスト（一般用）【第1類医薬品】 - 2022年9月にアボット・ラボラトリーズの日本法人であるアボット ダイアグノスティクス メディカルとの間で新型コロナウイルス感染症の一般用検査薬の日本における独占的販売権に関する契約が締結され、同年11月に発売。当初は製品をいち早く供給することを最優先に、体外診断用医薬品として発売されている既製品（紺と白のパッケージ）にOTC用の添付文書を同梱して販売し、その後、紺と青のパッケージデザインとするOTC仕様のパッケージに切り替わった。（製造販売元:アボット ダイアグノスティクス メディカル）

### 製造終了品
ハンザプラスト（その後バイエルスドルフ社から花王が取得）、大正バン、大正バンA、大正バンS、アキレスバンデージ、ボニー包帯、ボニーインスタップ、ボニー巻くだけ包帯、薬局絆創膏、モイスペット、大正衛生ぬれナプキン、大正片眼帯、大正オブラート、大正水枕<安定ボックス型>、大正吸入器、大正体温計（平型、棒型）、大正電子体温計「デジッコ」、救急箱（L型、D型、MM型）、エリゼ、エリゼナプキンL、エリゼショーツ、大正スキン、イーグルスキン、靴ずれストッパー、ホットマン（使い捨てカイロ）、パブロン鼻ウォッシュAG、ホームテスター＜糖・たんぱく＞

## 現行カテゴリ以外の製造終了品

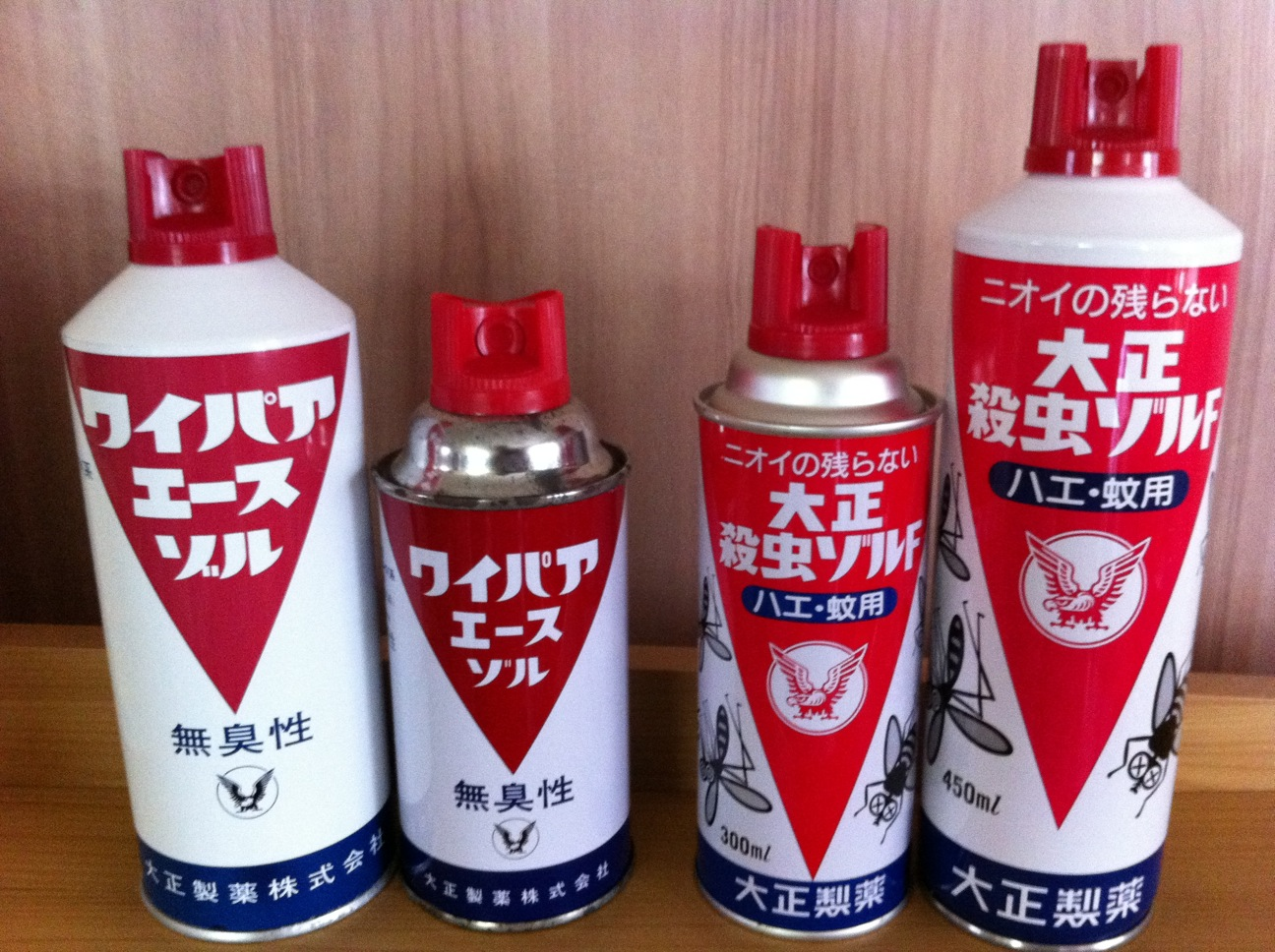
ハエ･蚊エアゾール剤（左から、ワイパアエースゾル、右から、大正殺虫ゾルF）

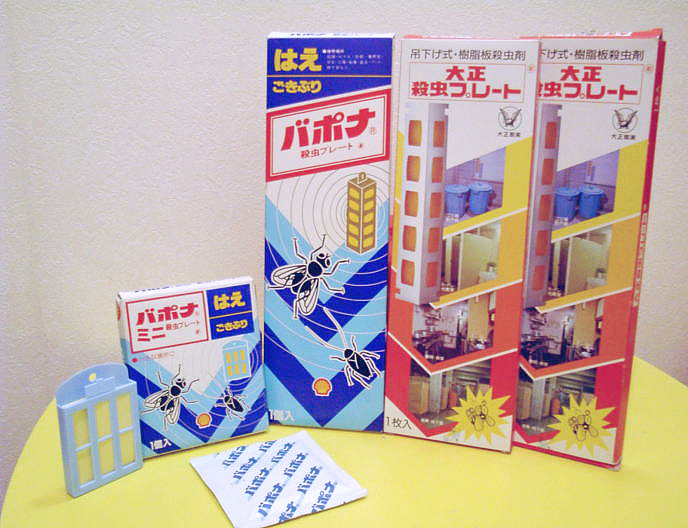
樹脂板蒸散剤（DDVP製剤）（右から１番目が、大正殺虫プレート）

ここでは、現行カテゴリ以外で製造を終了した製品を紹介する。
- 禁煙補助剤

シガノンCQ【第1類医薬品】（製造販売元：グラクソ・スミスクライン）、シガノンCQ透明パッチ【第1類医薬品】（製造販売元：グラクソ・スミスクライン・コンシューマー・ヘルスケア・ジャパン）
- 一般用妊娠検査薬

ホームテスターHCGスティック
- 害虫忌避剤

大正虫よけスプレー、大正虫よけぬれシート、虫よけポンプ、イーメン虫よけ、虫よけスプレー サラサラリ
- 駆虫薬

アンセル、アンセルシロップ、ニックス、ニックスS
- 家庭用品

ワンドリップS、エバポン（一滴消臭剤）、エバポンスプレー（消臭剤）、オールワン（住居用洗剤）、セイフター（台所用洗剤）、大正製薬キッチンクリーナー、大正製薬ダストクリーナー、大正製薬カーペットクリーナー、大正製薬インソール（男女兼用フリーサイズ）、ローピー（除湿剤）、パピルス（衣料用防虫剤）
- 捕･殺虫剤
  - 油剤･粉剤

ワイパア（後のワイパアエース、大正殺虫液）、ワイパア噴霧器、粉末ワイパア、粉末ワイパアD、部外品粉末ワイパア（後の大正殺虫粉剤）、大正粉剤（あり・わらじ虫用）
  - エアゾル剤(ハエ･蚊用)

ワイパアゾル（DDVP・アレスリン配合）、ワイパア芳香ゾル、ワイパア水性ゾル、ワイパア不燃性ゾル（フロンガス使用）、ワイパアエースゾル（後の大正殺虫ゾル → 大正殺虫ゾルF）、ワイパアエースゾル（4倍強力噴霧タイプ）ハエ･蚊エアゾール剤（左から、ワイパアエースゾル、右から、大正殺虫ゾルF）
  - エアゾル剤（ゴキブリ用）

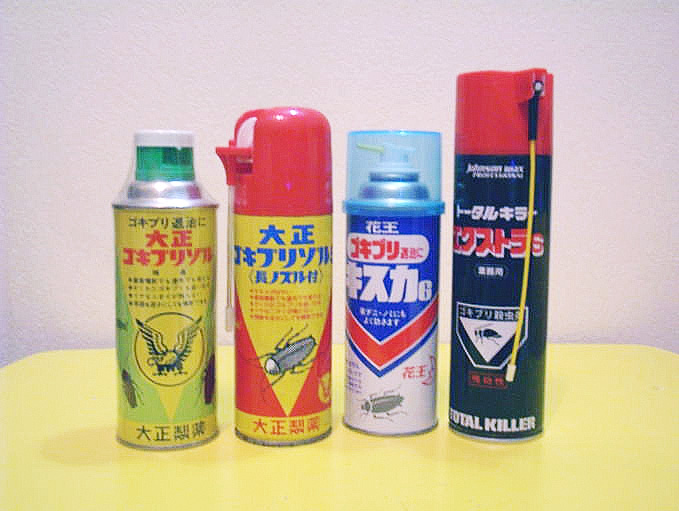
ゴキブリ用エアゾール剤（左から1番目が、大正ゴキブリゾル、左から2番目が、大正ゴキブリゾルS）

ゴキブリワイパアゾル（フェニトロチオン･アレスリン配合）、新ゴキブリワイパアゾル（粉末塗布スプレー医薬部外品）（後の大正ゴキブリゾル）、大正ゴキブリゾル（新ピレスロイド｢ペルメトリン｣を配合し処方変更）（後の大正ゴキブリゾルS）ゴキブリ用エアゾール剤（左から1番目が、大正ゴキブリゾル、左から2番目が、大正ゴキブリゾルS）、大正ゴキブリスプレー、ワイパアゴキブリスプレー（強力噴霧タイプ）
  - エアゾル剤（その他）

アリワイパアゾル（後の大正アリ殺しゾル）、大正アリスプレー、キクイムシワイパアゾル（後の大正キクイムシゾル）、大正ダニ殺しゾル、大正ダニスプレー、大正虫殺しゾル、大正害虫スプレー
  - 蚊退治用品

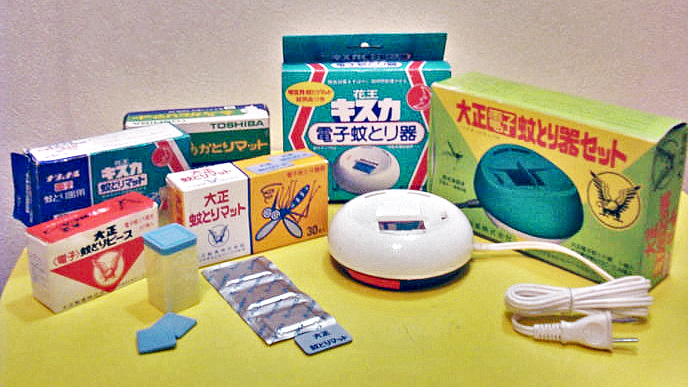
電気蚊取り器（加熱用器具と薬剤）（左から1番目が、大正電子蚊とりピース、左から2番目が、大正蚊とりマット、右から1番目が、大正電子蚊とり器）

ワイパア錠、ワイパアリング（電球式）、ワイパア電気蚊とり器（後の大正電子蚊とり器）、ワイパア電気蚊とりピース（後の大正電子蚊とりピース → 大正電子蚊とりマット<ピース>）、大正蚊とりマット、大正蚊とりマットＥ電気蚊取り器（加熱用器具と薬剤）（左から1番目が、大正電子蚊とりピース、左から2番目が、大正蚊とりマット、右から1番目が、大正電子蚊とり器）夕顔印蚊取線香、ワイパア蚊とり線香（後の大正蚊とり線香）、ワイパアエース線香、ワイパア蚊とり線香<安全携帯蚊取り器付>（後の大正安全蚊取り器<携帯用> → 大正蚊取り器<携帯用>）、ワイパア蚊とり線香（缶入）（後の大正安全蚊取り器<家庭用> → 大正蚊取り線香<家庭用>）
  - ゴキブリ捕獲器

ロートラップ、ゴキブリハイローチ、ワシのマークの大正のゴキブリゾロゾロ｢ローキャッチ｣（後の大正ゴキブリゾロゾロ）、大正ゴキブリゾロゾロ｢ワンタッチ｣、ゴキブリニューゾロゾロ、大正ゴキゾロミニ
  - 毒餌剤

ワイパアベイト、コンバット、ワイパアゴキブリ誘引殺虫剤（後のゴキブリワイパア）、ワイパアアリの巣退治
  - 蒸散剤

ワイパアマット、ワイパアプレート、ワイパアプレートG（後の大正殺虫プレートG）、ワイパア殺虫プレート（後の大正殺虫プレート）樹脂板蒸散剤（DDVP製剤）（右から１番目が、大正殺虫プレート）
  - くん煙剤

ワイパアA、ワイパアジェット、ワイパア香、ワイパアスーパージェット、新ワイパアスーパージェット、ワイパアスモークP、ワイパア・ジェット
  - 殺蛆剤

リゾ（芳香・防臭）、うじ殺しワイパア（後の大正うじ殺し）、うじ殺しワイパアゾル
  - 動物用殺虫剤

ワイパアペット（後の大正犬猫のみとり粉）
  - 殺鼠剤

ラミー、ラミースーパー、プリタスーパー、プリタスーパーS
- 園芸用品

園芸用ワイパア、リピートM（乳剤）、ワイパアゾル<園芸用>→大正園芸ゾル→リピートA（エアゾル剤）、リピートアリスプレー（水性エアゾル殺虫剤）、リピート（切花延命剤）、リピートいけ花ながもち<液体>、リピート園芸肥料、大正園芸肥料、リピート（液体、粒状、棒状、粉末）
- 動物用医薬品

大正犬の虫下し

## 医療用医薬品
以下は主な製品である。2019年4月に販売元が当社へ移管され、販売は大正ファーマが担うこととなった。
- オパイリン - フルフェナム酸：非ステロイド性消炎・鎮痛・解熱剤
- アルボ - オキサプロジン：持続性消炎・鎮痛剤
- ロルカム - ロルノキシカム：非ステロイド性消炎・鎮痛剤
- リンラキサー - クロルフェネシンカルバミン酸エステル：筋緊張性疼痛疾患治療剤
- スミル - フェルビナク：経皮吸収型鎮痛・消炎剤（製造販売元：三笠製薬）
- ヤクバン - フルルビプロフェン：経皮吸収型鎮痛消炎プラスター剤、2013年4月に田辺三菱製薬から販売移管（製造販売元：トクホン）
- フルルバン - フルルビプロフェン：経皮吸収型鎮痛消炎貼付剤、2013年4月にトクホンを通じて行っていた田辺三菱製薬から販売移管。なお、本品は三笠製薬、科研製薬からも同じ製品名で発売されている。（製造販売元：大協薬品工業）
- ロコア - エスフルルビプロフェン：経皮吸収型鎮痛消炎剤、本品は帝人ファーマを通じての販売も行われている。
- ボンビバ - イバンドロン酸：骨粗鬆症治療剤（製造販売元：中外製薬）
- エディロール - エルデカルシトール：骨粗鬆症治療剤（活性型ビタミンD3製剤、製造販売元：中外製薬）
- ホーネル - ファレカルシトリオール：活性型ビタミンD3製剤
- メタルカプターゼ - ペニシラミン：抗リウマチ剤・ウィルソン病治療剤・金属解毒剤（提携：ハイル社）
- クラリス - クラリスロマイシン：マクロライド系抗生物質製剤
- パルクス - アルプロスタジル：プロスタグランジンE1製剤
- ソロン - ソファルコン：胃炎・胃潰瘍治療剤
- メトリジン - ミドドリン：低血圧治療剤
- リーマス - 炭酸リチウム：躁病・躁状態治療剤
- ルセフィ - ルセオグリフロジン：選択的SGLT2阻害剤（2型糖尿病治療剤）、本品はノバルティス ファーマを通じての販売も行われている。
- パンデル - 酪酸プロピオン酸ヒドロコルチゾン：外用副腎皮質ホルモン剤

## 他社から導入
- コパトーン（レキットベンキーザー・ジャパンのエスエスエルヘルスケアジャパン（SSLヘルスケアジャパン）買収により、他のブランド（ドクター・ショールなど）はそのままレキットベンキーザー・ジャパンの製品となったが、日焼け止め・日焼け製品の「コパトーン」は当社へ継承され、今まで手薄だった日焼け止め・日焼け製品市場に本格参入した）
- リアップ（唯一の日本製発毛剤。開発元のアップジョンから）

P&G・VICKS製品
- 「ヴイックス メディケイテッド ドロップ」（薬用（医薬部外品）ドロップ）
- 「ヴイックスヴェポラッブ」（医薬部外品、塗るタイプの風邪緩和薬）
- コーラック
- カルシックス - 日本ヴィックスのハボーンより継承された。

富山化学（現・富士フイルム富山化学）製品
2003年に販売が大正製薬に移管された。
- ピロカット - バキソ（ピロキシカム）のスイッチOTCで1995年発売

2005年に大正製薬の「メンフラ（クール軟膏・ゲル・ローション）」として発売。（なおPB向け商品として「ピロカット」ブランドでも同ラインナップで発売）
- リズム（胃腸薬） - 大正が有していた商標「バランサー」に名称変更して発売。
- トックス（鎮咳去痰薬） - 「パブロン」ブランドの鎮咳去痰薬と重複するため商標のみ継承。

## 他社へ導出
- ワイパア（捕殺虫剤） - 2000年に殺虫剤事業から撤退。その後商標は販売に関する使用権と製造に関する使用権に分けて、前者を白元および中山工業に、後者を大正製薬時代からエアゾル品の充てん業務を委託していた小池化学、戦前より捕殺虫剤事業で提携関係にあった紀陽除虫菊、そのほか大阪製薬、中山工業の計5社に期限付きで有償貸与。しかし、2014年に白元の経営破綻により、白元アースへは継承されず、一部を除き、親会社のアース製薬に集約。